# Liste der Baudenkmäler in Röttingen
Auf dieser Seite sind die Baudenkmäler in der unterfränkischen Stadt Röttingen zusammengestellt. Diese Tabelle ist eine Teilliste der Liste der Baudenkmäler in Bayern. Grundlage ist die Bayerische Denkmalliste, die auf Basis des Bayerischen Denkmalschutzgesetzes vom 1. Oktober 1973 erstmals erstellt wurde und seither durch das Bayerische Landesamt für Denkmalpflege geführt wird. Die folgenden Angaben ersetzen nicht die rechtsverbindliche Auskunft der Denkmalschutzbehörde.
 Diese Liste gibt den Fortschreibungsstand vom 16. April 2020 wieder und enthält 108 Baudenkmäler.

## Ensembles

### Ensemble Altstadt Röttingen
Das Ensemble umfasst das Stadtgebiet innerhalb der Befestigungsmauer des 14./15. Jahrhundert mit Einschluss der Grabenzone und des Vorfeldes im Osten und Süden mit Friedhof und Gartenanlagen. – Der 1114 erstmals genannte Ort am Zusammenfluss von Rippach und Tauber ist der Burg Brattenstein zugeordnet. Ältester Teil der Siedlung ist wohl das nördliche Gebiet um die Obergasse. Für das 12. Jahrhundert lässt sich hypothetisch eine Ausdehnung des möglicherweise bereits befestigten und stadtähnliche Züge tragenden Gemeinwesens bis zum Marktplatz nach Süden und zu einer Linie jenseits der Kirchgasse nach Westen annehmen. Der im Kern ins 13. Jahrhundert zurückreichende Hohe Bau wäre demnach ursprünglich außerhalb der Stadt in der Flussniederung gelegen, was seiner vermuteten Eigenschaft als eigenbefestigtes Weiherhaus entsprechen würde. Die Vergrößerung der Stadt auf den heutigen Umfang erfolgte wahrscheinlich in zwei Phasen: Ende 13./Anfang 14. Jahrhundert unter der Herrschaft der Hohenlohe Anlage des Marktplatzes und Erweiterung nach Süden bis zum Flusslauf bei streng rechtwinkliger Anordnung der Nebengassen; Mitte 15. Jahrhundert – der Ort befand sich damals bereits in würzburgischem Besitz – Vorverlegung der Mauer nach Westen zur Einbeziehung von Burg und Spital. – Die Hauptstraße durchzieht den Ort im Zuge der Taubertalstraße und erweitert sich in ihrer Mitte zum langrechteckigen Marktplatz; hier zweigt eine Querverbindung zum Tauberübergang ab (Dreitorestadt). Das nördliche, am Hang leicht ansteigende Stadtgebiet weist kurvige Gassenführungen auf; hier befindet sich die spätromanische Pfarrkirche, ursprünglich wohl im befestigten Eigenbezirk. Burg und Spital, in der äußersten südwestlichen Spitze, sind dem Stadtverband nur lose integriert. – Mit Ausnahme des vom barocken Rathaus beherrschten Marktplatzes, wo geschlossene Giebelhausreihung vorherrscht, bleibt die Bebauung ackerbürgerlich locker. Das Ortsbild erscheint auf Grund vielfacher Auswechselungen in der Substanz bereits stark geschwächt. Aktennummer: E-6-79-182-1.

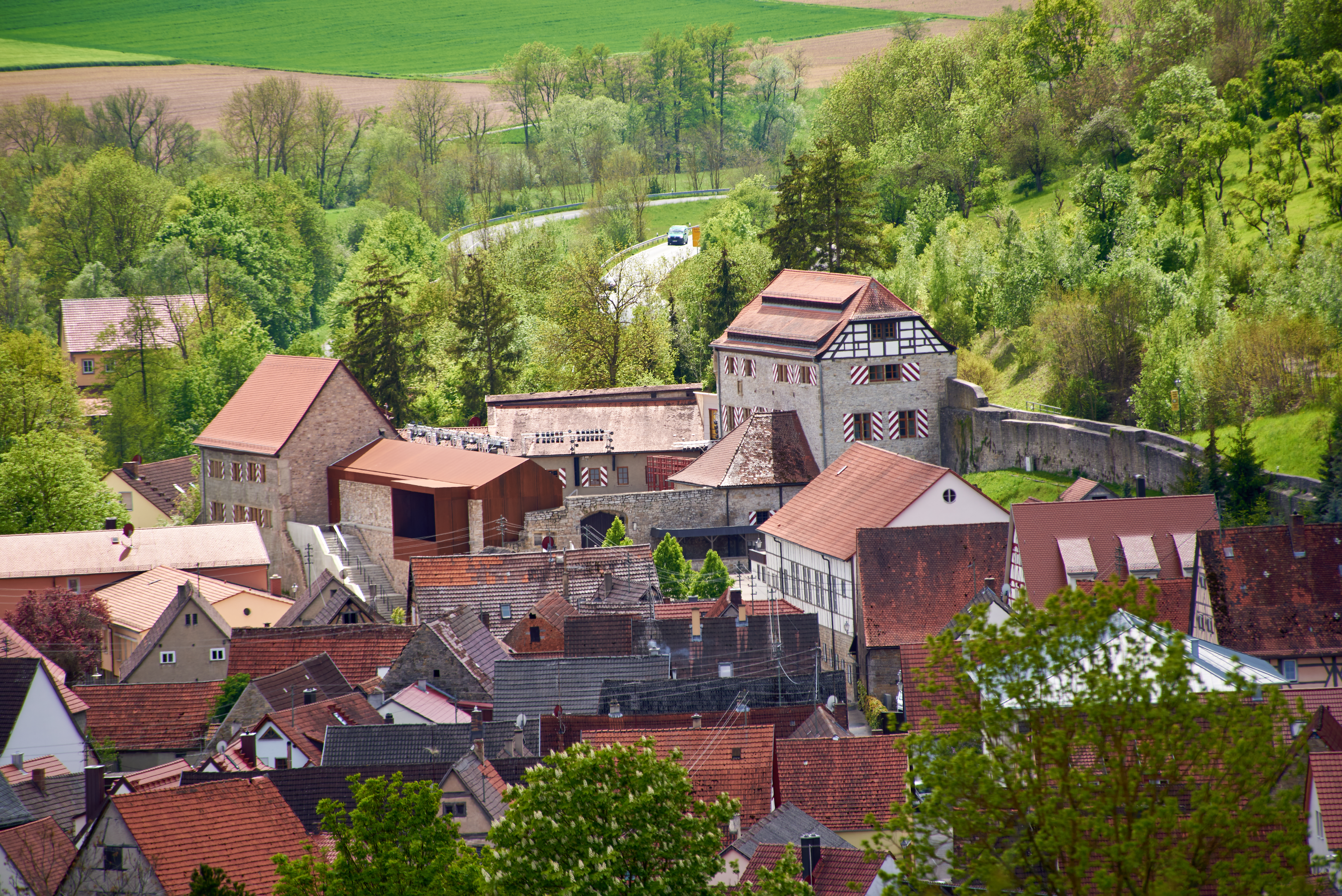
Burg Brattenstein in der Südwestecke der Altstadt, Ansicht Mai 2021 vom Kapellenberg
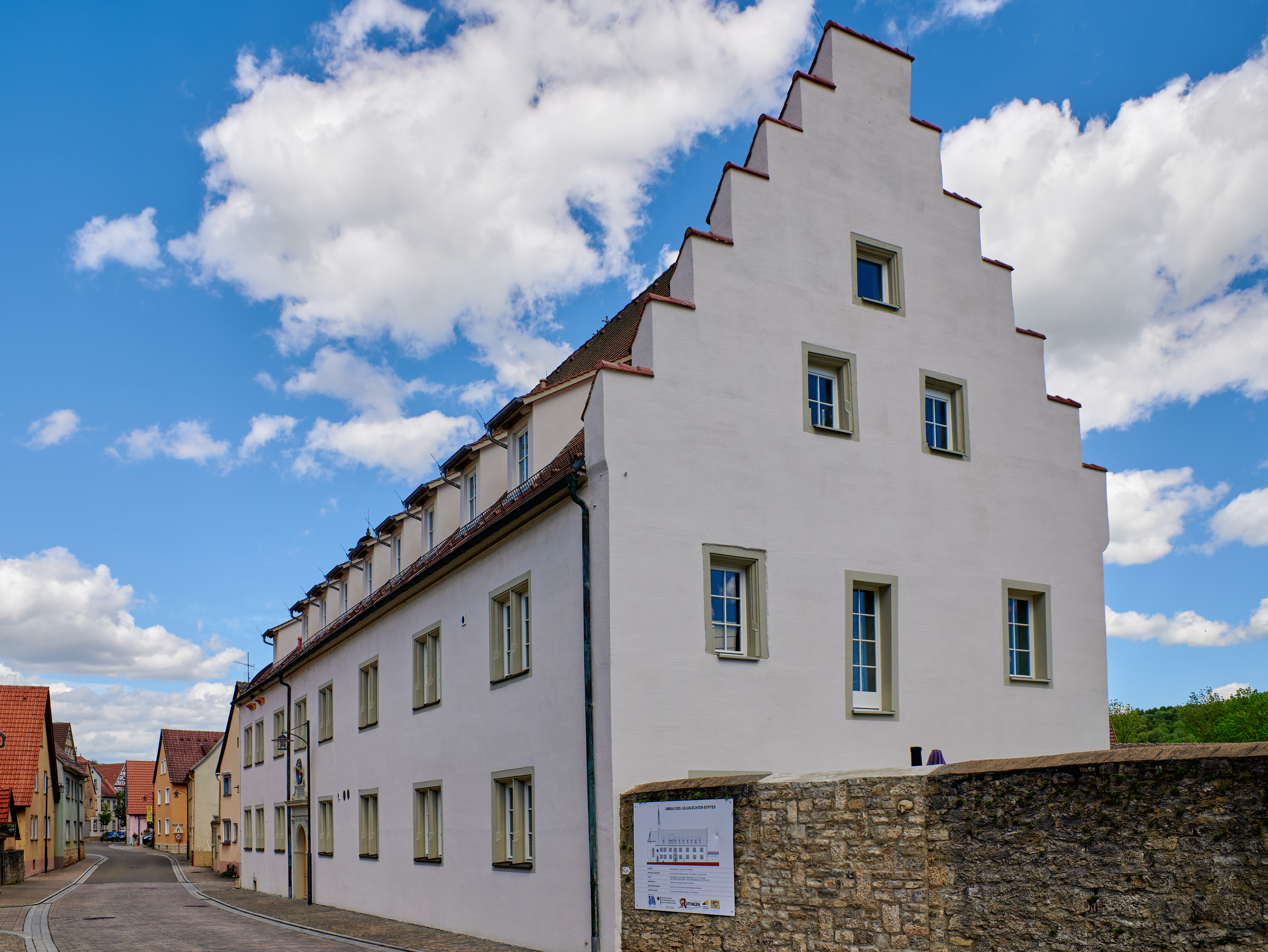
Juliusspital, Ansicht Mai 2021 von Süden
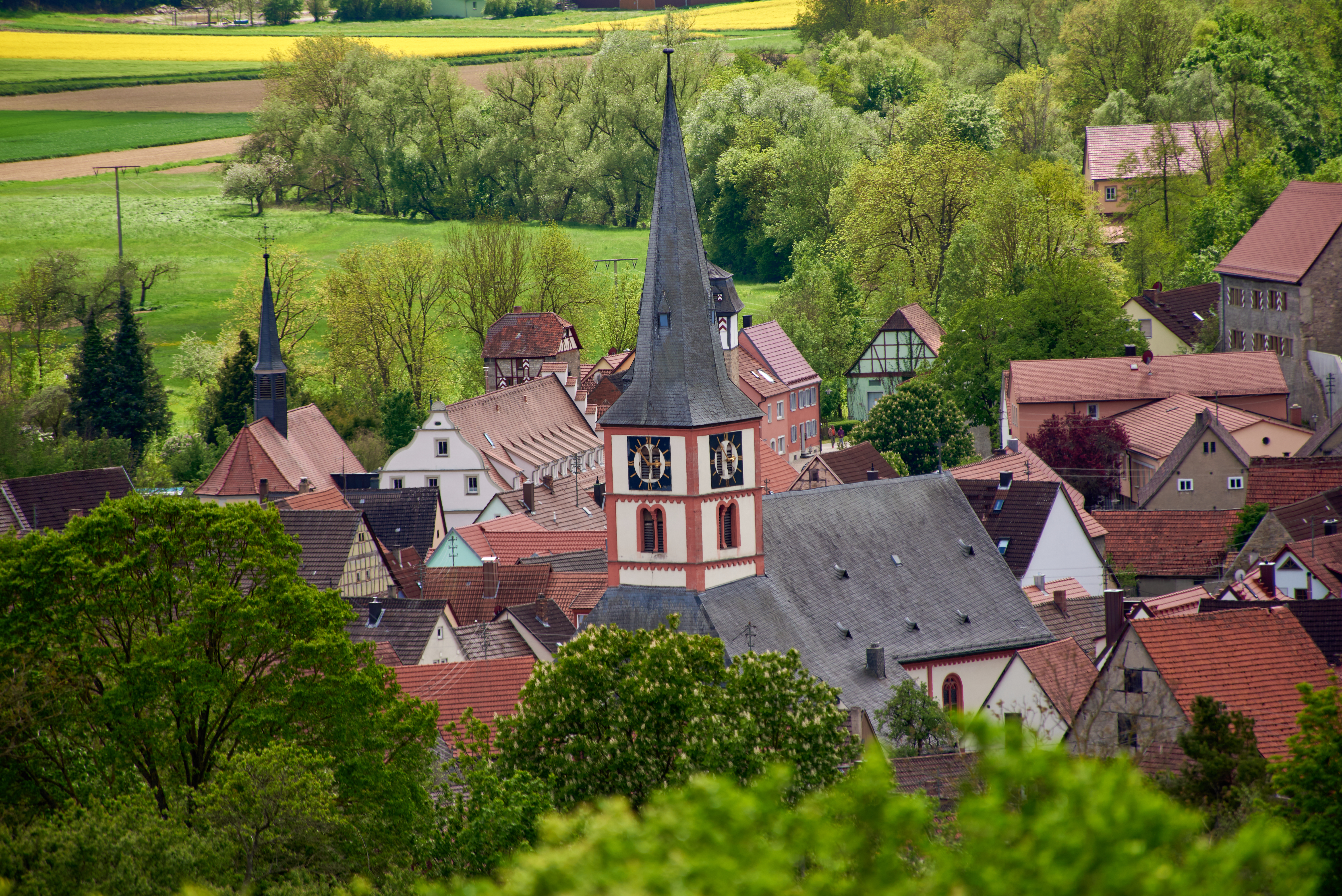
Katholische Stadtpfarrkirche St. Kilian, Ansicht Mai 2021 vom Kapellenberg

## Stadtbefestigung Röttingen mit Burg Brattenstein
Die Stadtbefestigung von Röttingen wurde erstmals bereits 1275 erwähnt. Aus dieser Frühzeit sind noch einige nördliche Mauerabschnitte sowie das Jakobstor erhalten. Im 2. und 3. Drittel 14. Jahrhundert ist der Berings an der Nord-, Ost- und Südseite erweitert worden. Nach 1438 wurde der Bering nach Südwesten unter Einbeziehung der Burg Brattenstein und des Spitals erweitert. Der Graben an der Südseite ist erhalten und wird als Mühlgraben benutzt. An der West- und Nordseite ist der Graben teilweise verrohrt, an der Nordseite zugeschüttet und durch die Eisenbahntrasse ersetzt. Mauer und Türme sind sämtlich aus Muschelkalkhaustein erbaut. Von den ehemals 14 Türmen und drei Tortürmen haben sich fünf Türme sowie zwei Tortürme erhalten.
Beginnend am  Alten Hundheimer Turm im Südwesten sind im Uhrzeigersinn folgende Bestandteile der Stadtbefestigung vorhanden. Aktennummer: D-6-79-182-2.
- Hauptstraße 2 (Lage): Alter Hundheimer Turm, ehemaliger Torturm, rechteckiger Turm mit Krüppelwalmdach und Fachwerkgiebel, durch einen Wehrgang mit dem Hundheimer Torturm verbunden (D-6-79-182-2)
- Hauptstraße 2 (Lage): Hundheimer Torturm oder Neutor, Torturm, rechteckiger, viergeschossiger Massivbau mit Fachwerkobergeschoss und Erker, 2. Hälfte 15. Jahrhundert, sowie Mansardwalmdach, 18. Jahrhundert (D-6-79-182-13)
- Bad Mergentheimer Straße 2, an der Grundstücksgrenze (Lage): Stadtmauer, 14./15. Jahrhundert (D-6-79-182-2)
- Lagerweg 2: Burg Brattenstein, Vierecksanlage, ehemals Sitz der Herren von Hohenlohe, erstmals 1230 urkundlich erwähnt, seit 1345 im Besitz des Hochstifts Würzburg, im 16. Jahrhundert Sitz des fürstbischöflichen Amtsmannes, im 19. Jahrhundert Rentamt, heute Freilichtbühne und Museum (D-6-79-182-23)
- Lagerweg 2 (Lage): Burg Brattenstein, Westflügel, dreigeschossiger Hausteinmauerwerksbau mit Halbwalmdach und Fachwerkgiebel, im Kern 13. Jahrhundert, im 17. und 19. Jahrhundert stark verändert (D-6-79-182-23)
- Lagerweg 2 (Lage): Burg Brattenstein, Ostflügel, ehemals Zehntscheune, dreigeschossiger Hausteinmauerwerksbau mit Satteldach, im Kern 13. Jahrhundert, im 17. und 19. Jahrhundert überformt, Teileinsturz, 1971 (D-6-79-182-23)
- Herrnstraße 1, an der hinteren Grundstücksgrenze (Lage): Stadtmauer, 14./15. Jahrhundert (D-6-79-182-2)
- Herrnstraße 11, an der hinteren Grundstücksgrenze  (Lage): Stadtmauer, 14./15. Jahrhundert (D-6-79-182-27)
- Herrnstraße 13, an der hinteren Grundstücksgrenze (Lage): Stadtmauer, 14./15. Jahrhundert (D-6-79-182-2)
- Herrnstraße 15, an der hinteren Grundstücksgrenze (Lage): Stadtmauer, 14./15. Jahrhundert (D-6-79-182-2)
- Herrnstraße 17, an der hinteren Grundstücksgrenze (Lage): Stadtmauer, 14./15. Jahrhundert (D-6-79-182-29)
- Herrnstraße 19, an der hinteren Grundstücksgrenze (Lage): Stadtmauer, 14./15. Jahrhundert (D-6-79-182-30)
- Obergasse 3, an der hinteren Grundstücksgrenze (Lage): Stadtmauer, 14./15. Jahrhundert (D-6-79-182-2)
- Obergasse 5, an der hinteren Grundstücksgrenze (Lage): Sogenannter Schweinehirtenturm, rechteckiger Turm mit Walmdach, 14. Jahrhundert (D-6-79-182-2)
- Obergasse 7, an der hinteren Grundstücksgrenze (Lage): Stadtmauer, 14./15. Jahrhundert (D-6-79-182-2)
- Obergasse 9, an der hinteren Grundstücksgrenze (Lage): Stadtmauer, 14./15. Jahrhundert (D-6-79-182-2)
- Obergasse 11, 13, 15, an der hinteren Grundstücksgrenze (Lage): Stadtmauer, 14./15. Jahrhundert (D-6-79-182-2)
- Obergasse 17, an der hinteren Grundstücksgrenze (Lage): Stadtmauer, 14./15. Jahrhundert (D-6-79-182-2)
- Erbsengasse 1, an der hinteren Grundstücksgrenze (Lage): Stadtmauer, 14./15. Jahrhundert (D-6-79-182-2)

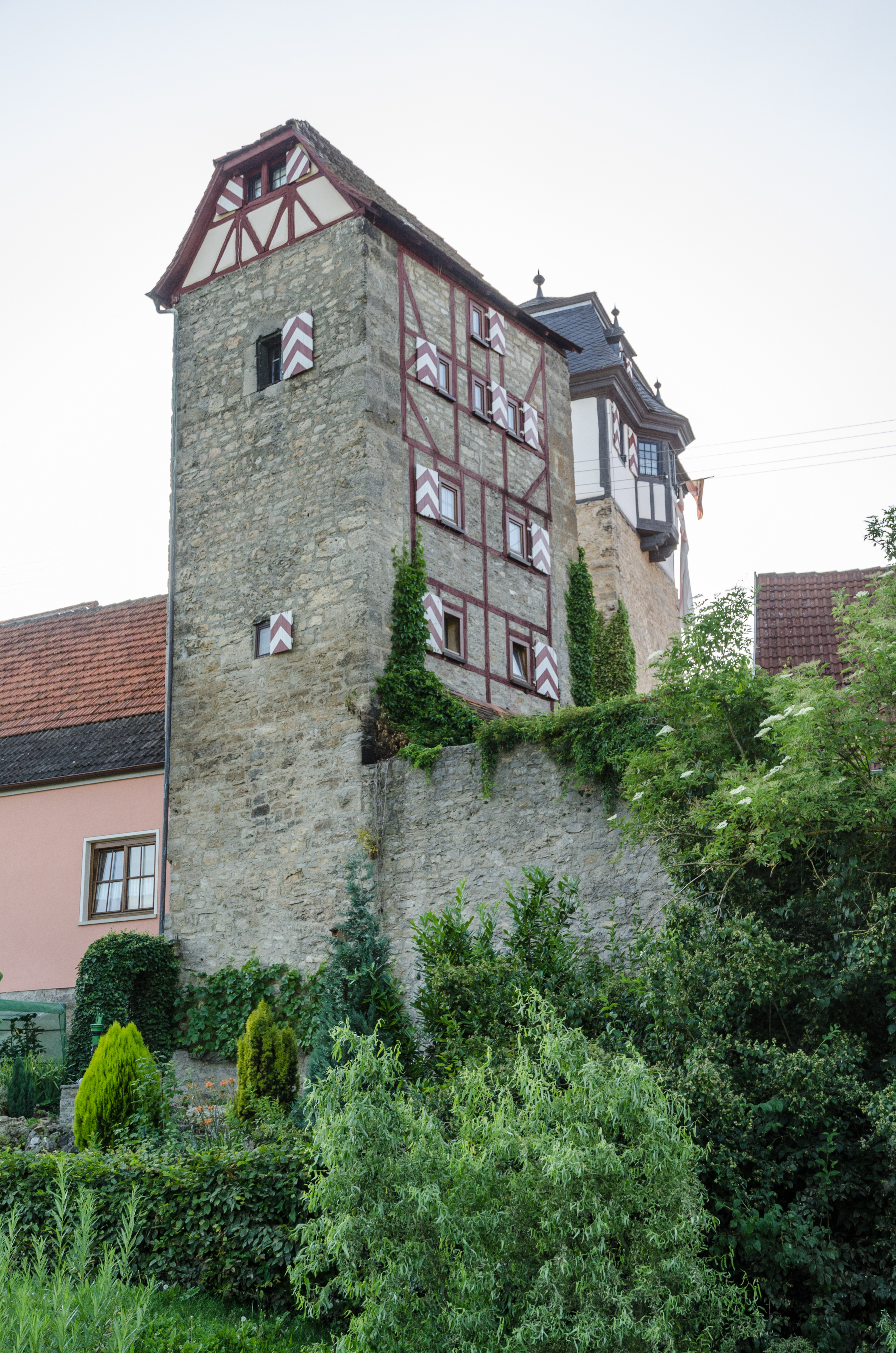
Alter Hundheimer Turm weitere Bilder
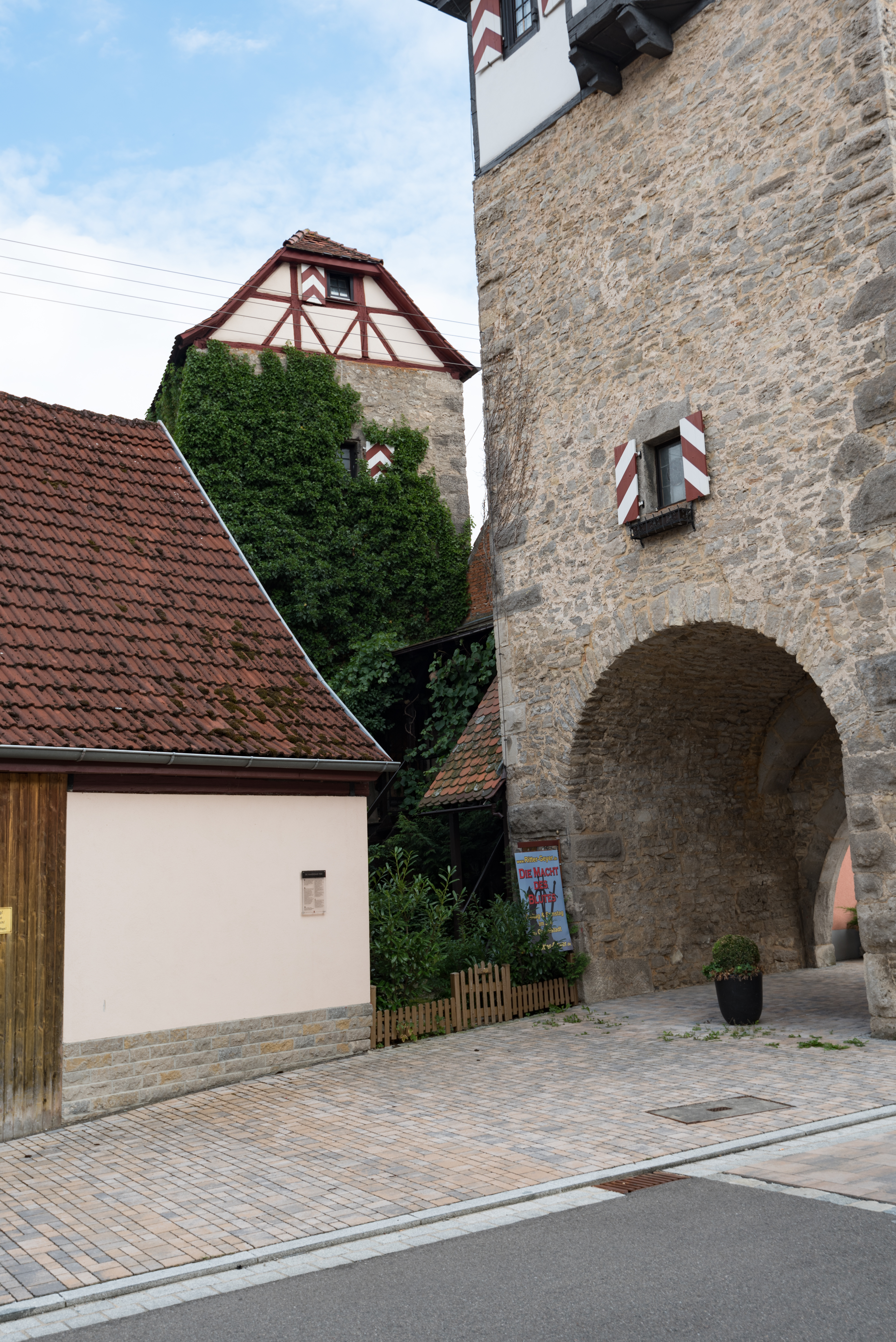
Alter Hundheimer Turm und Hundheimer Torturm
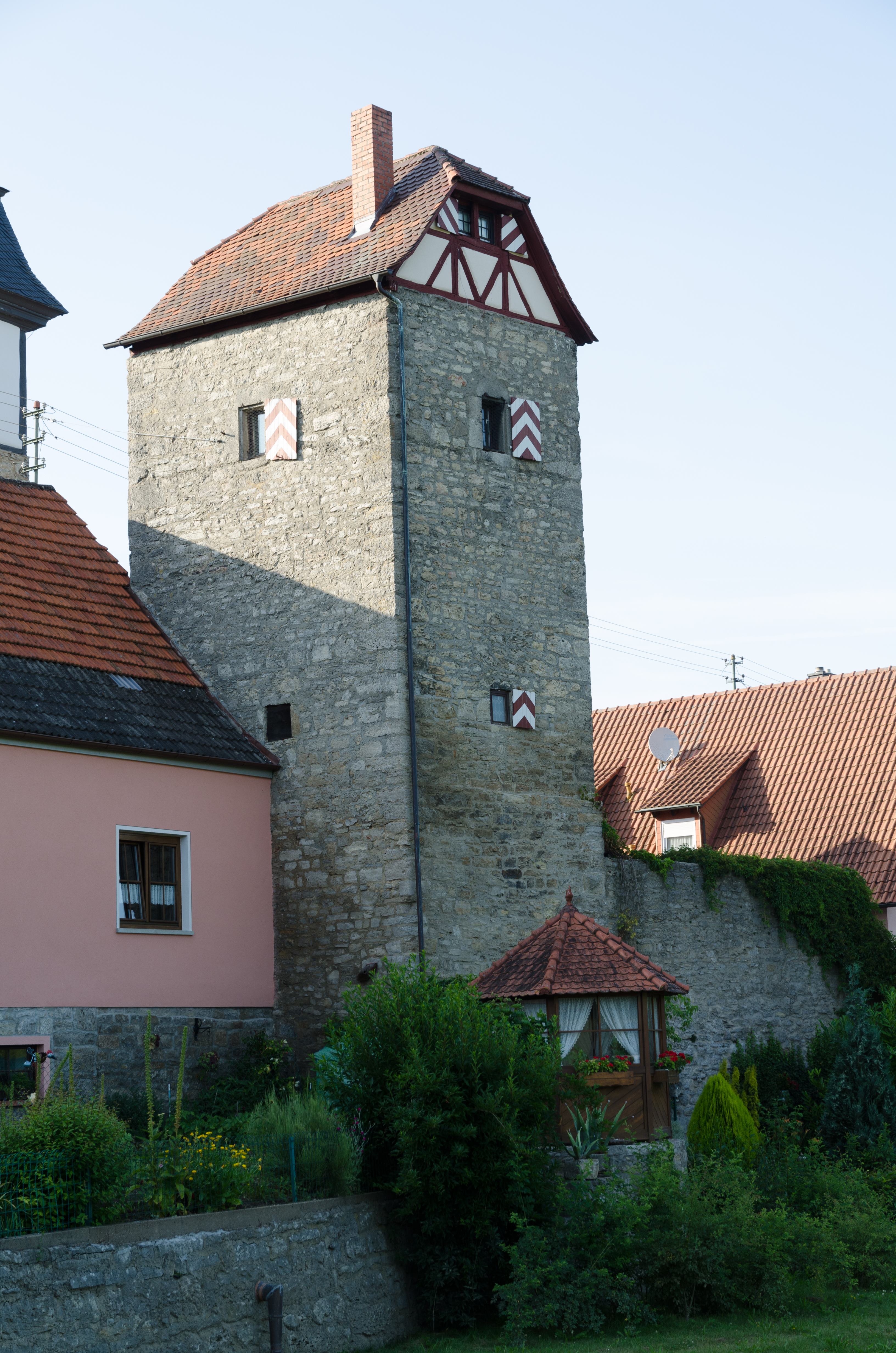
Alter Hundheimer Turm weitere Bilder
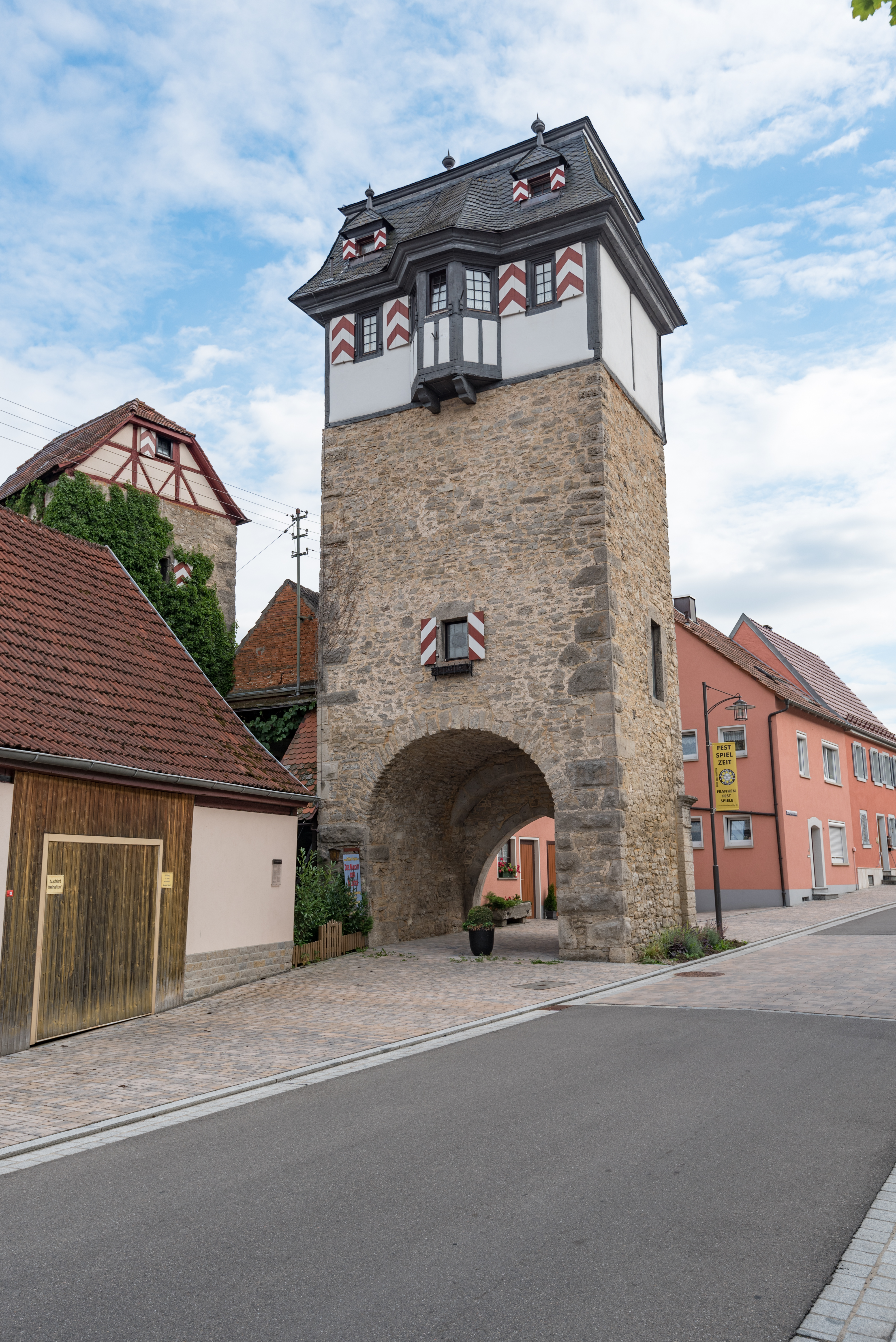
Hundheimer Torturm, Stadtseite weitere Bilder
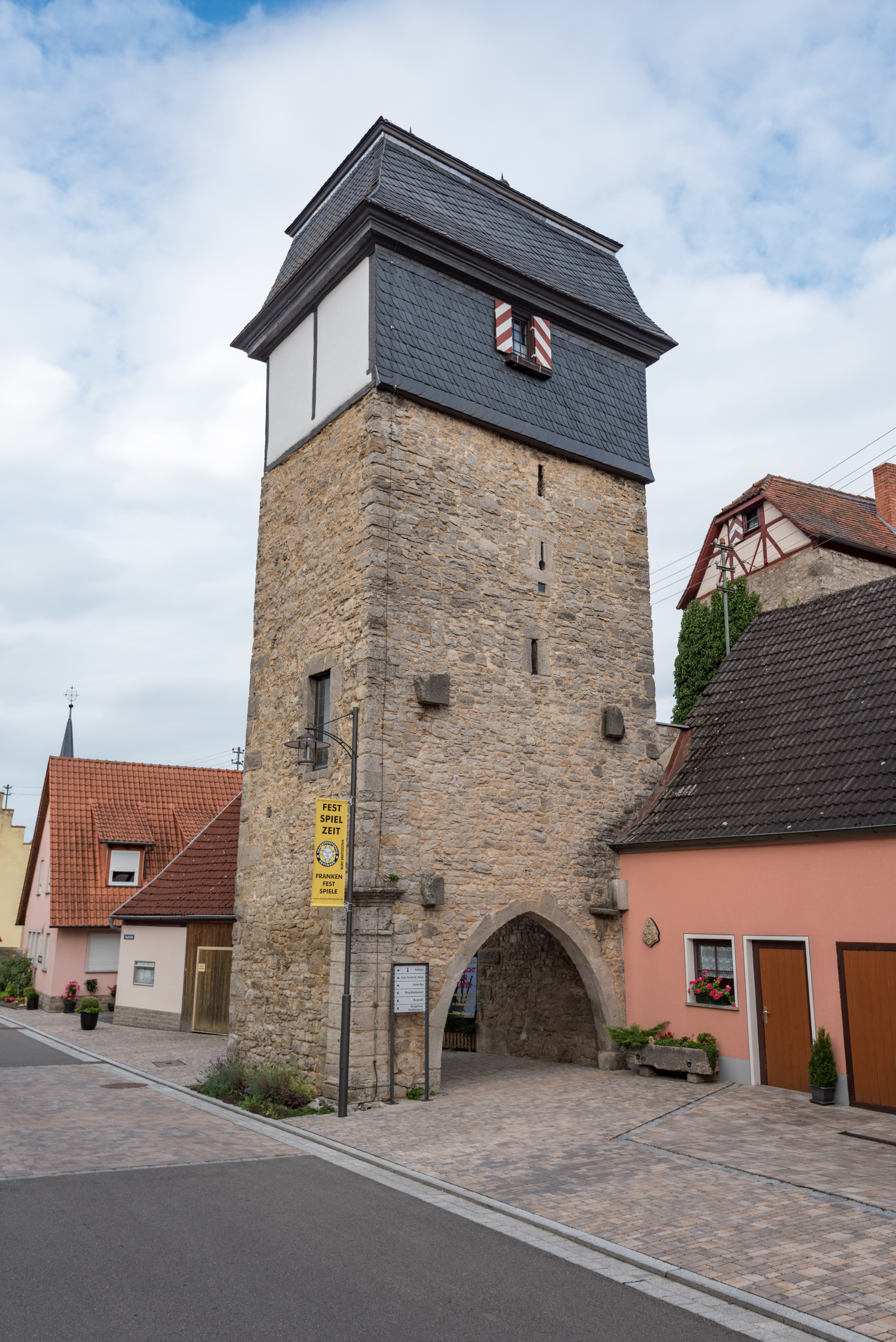
Hundheimer Torturm, Feldseite weitere Bilder
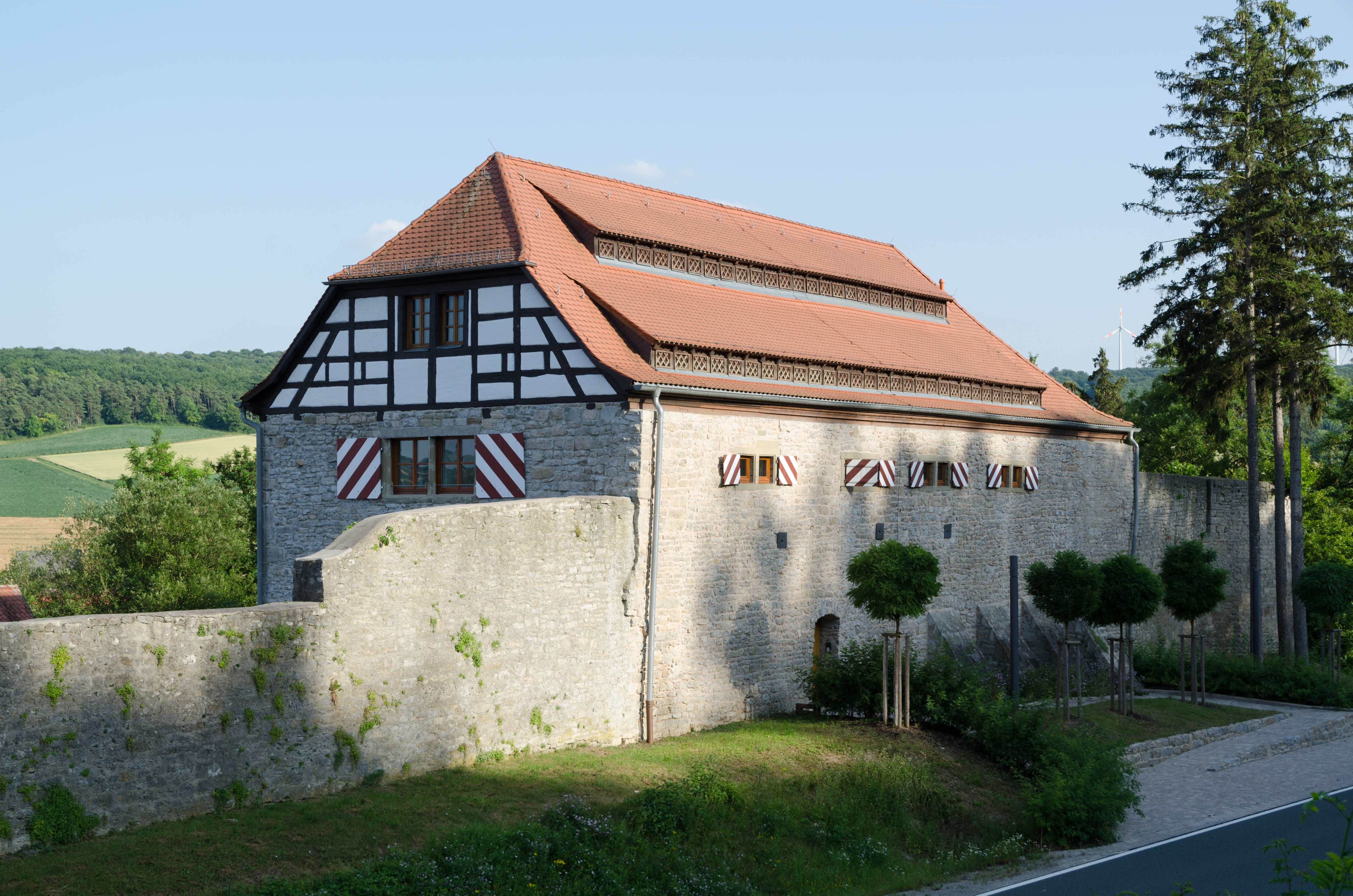
Burg Brattenstein von Südwesten mit Stadtmauer weitere Bilder
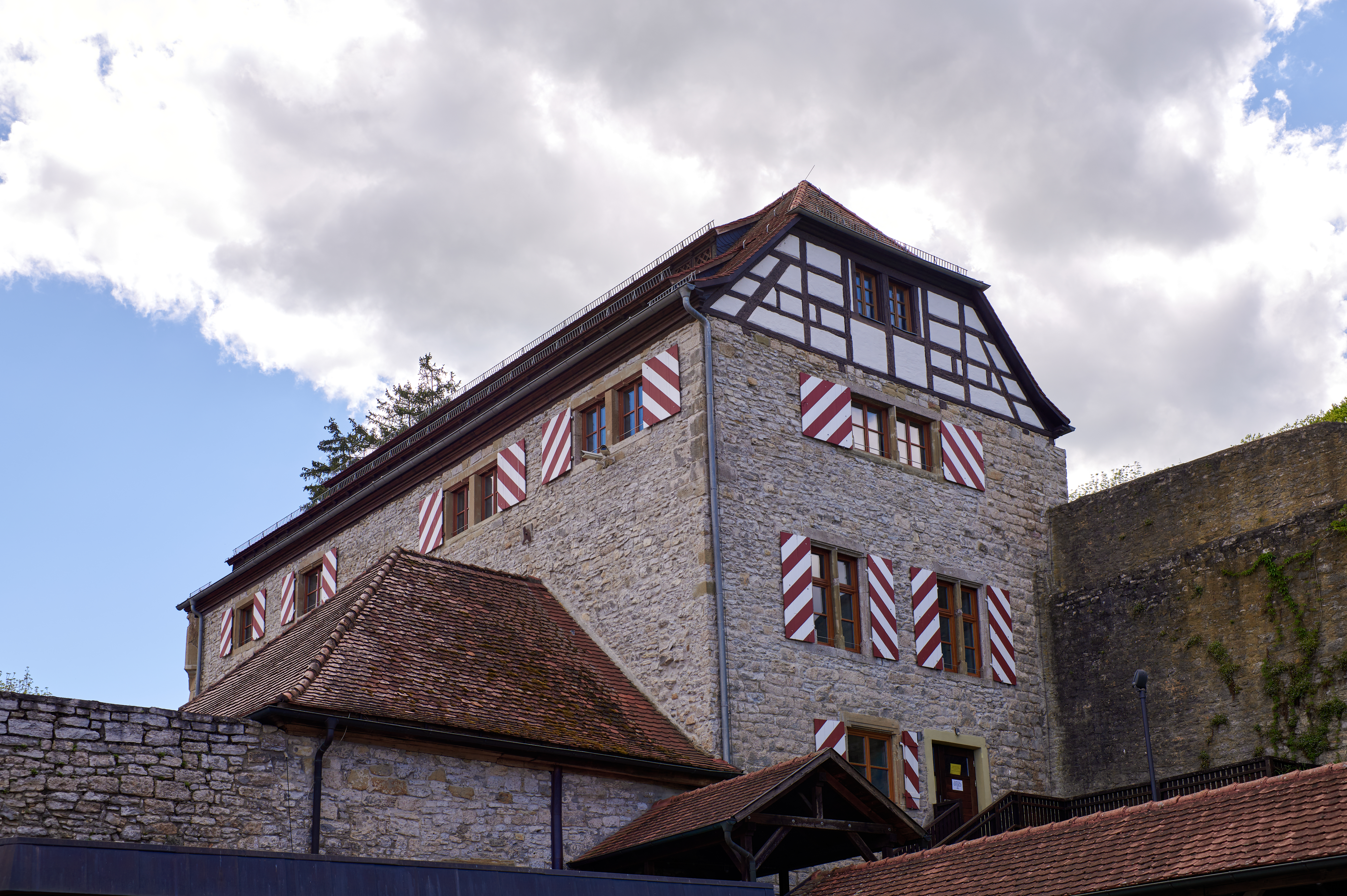
Burg Brattenstein von Nordosten mit Stadtmauer weitere Bilder
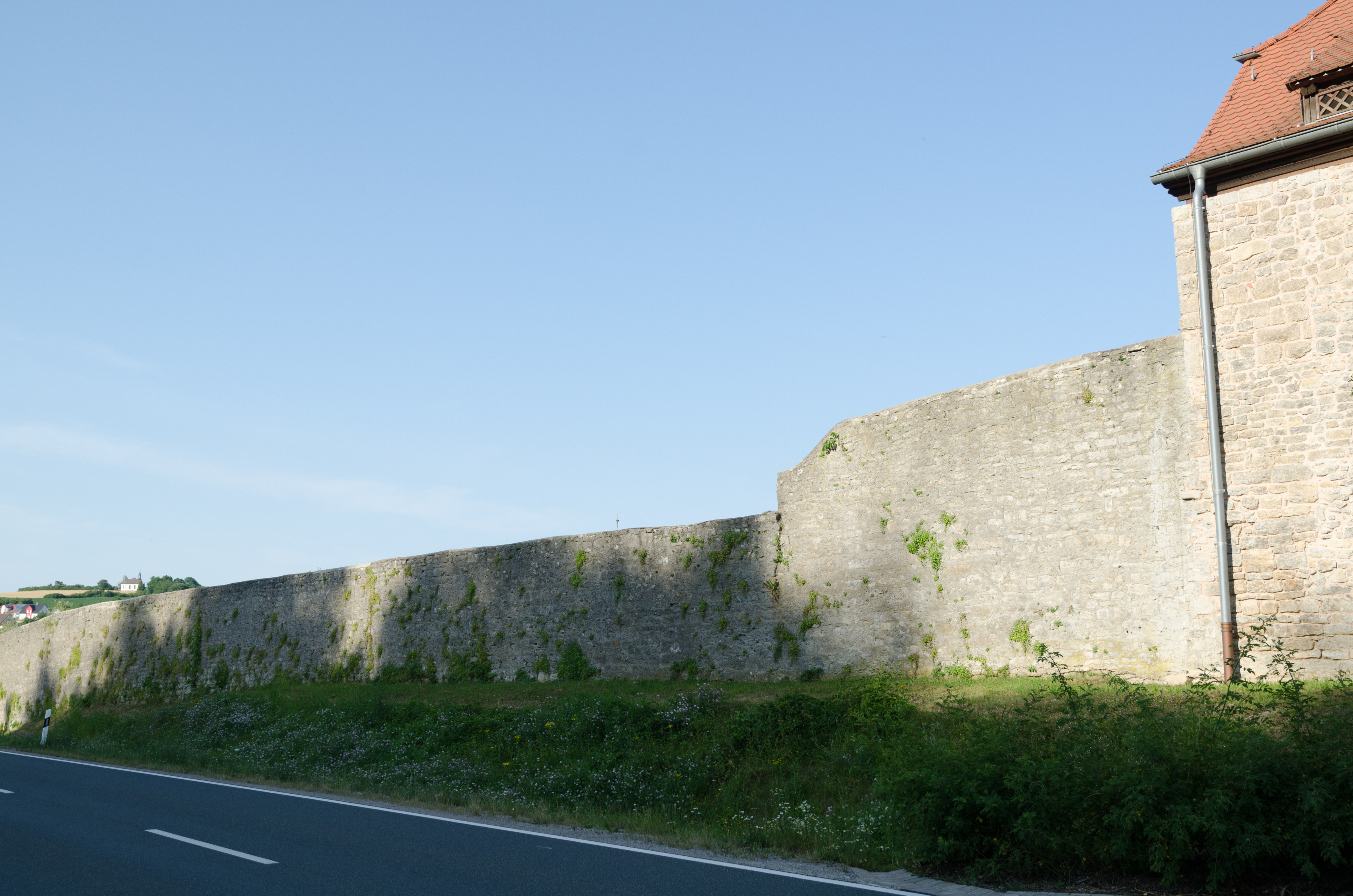
Stadtmauer bei Herrenstraße 1
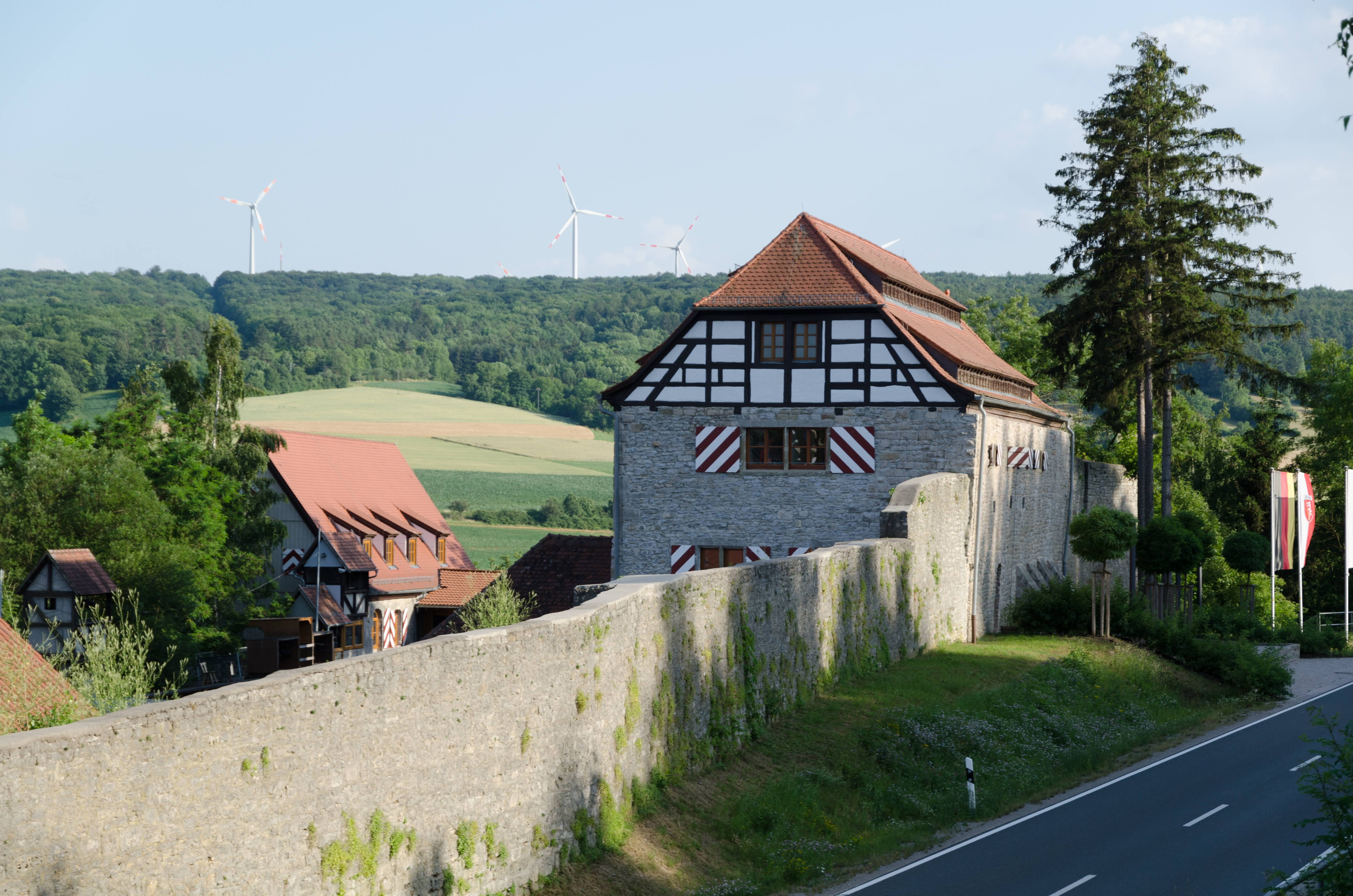
Stadtmauer zwischen Herrenstraße 11 und 1
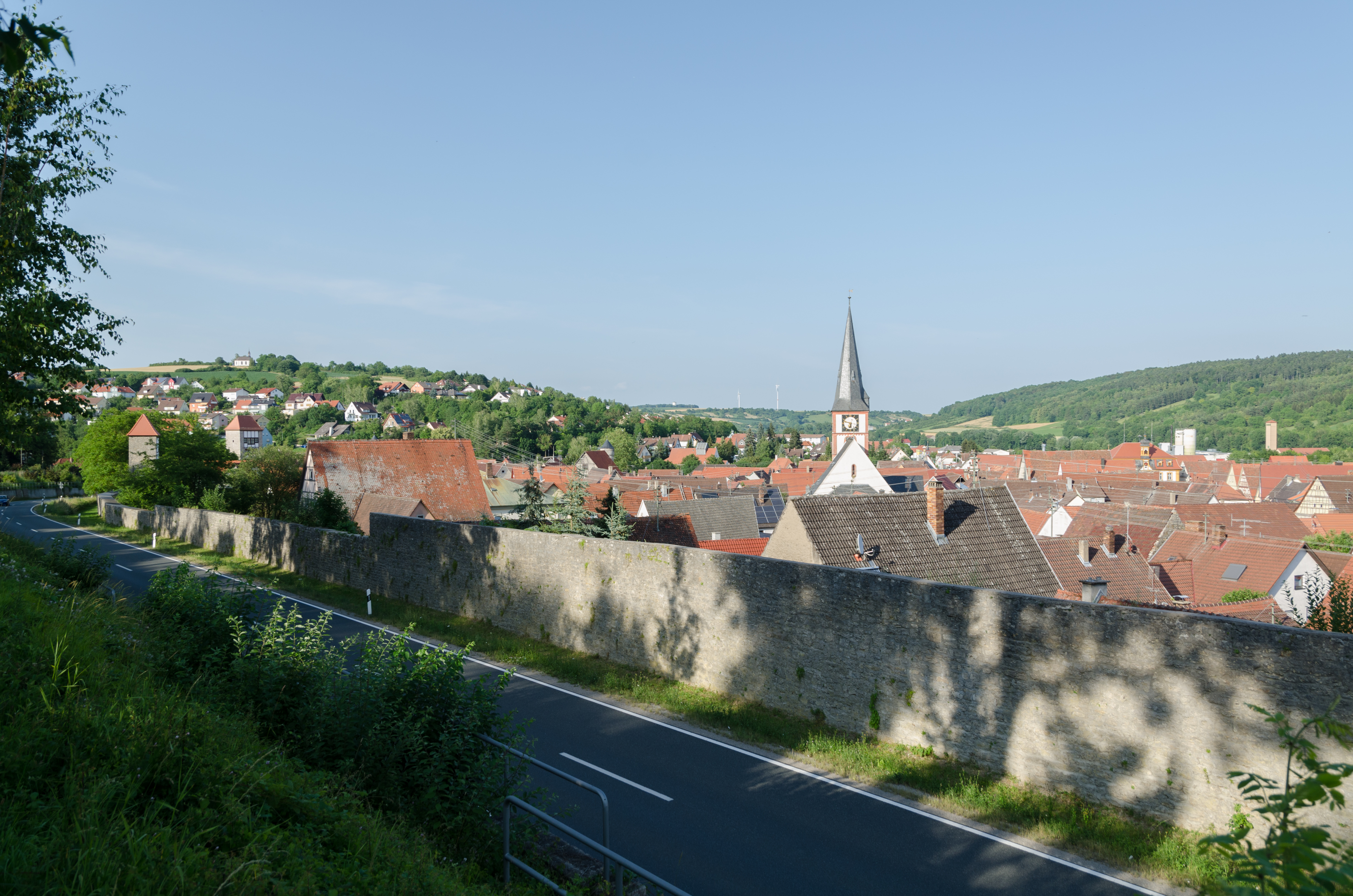
Stadtmauer bei Herrenstraße 11
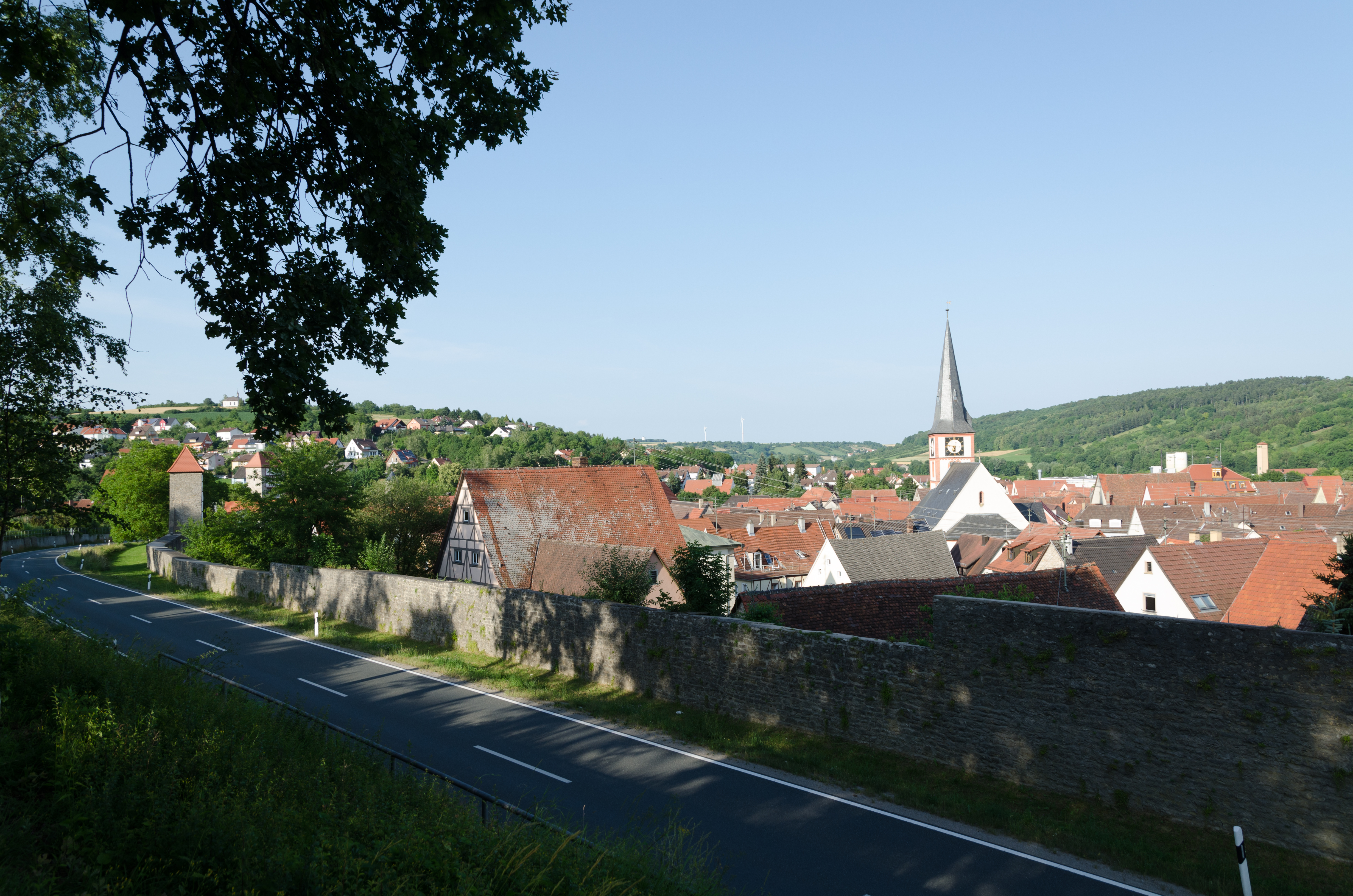
Stadtmauer bei Herrenstraße 13
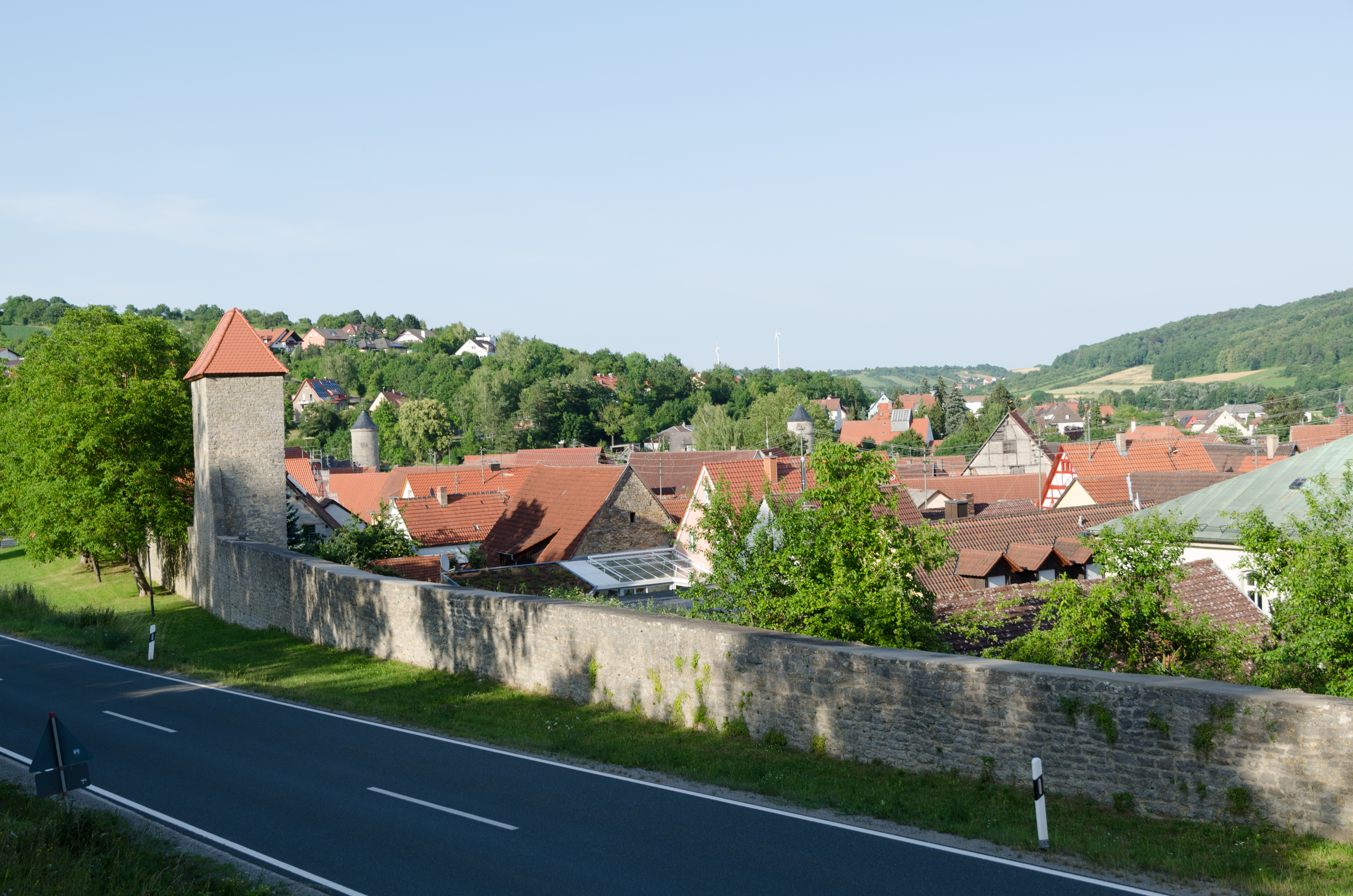
Stadtmauer bei Herrenstraße 15
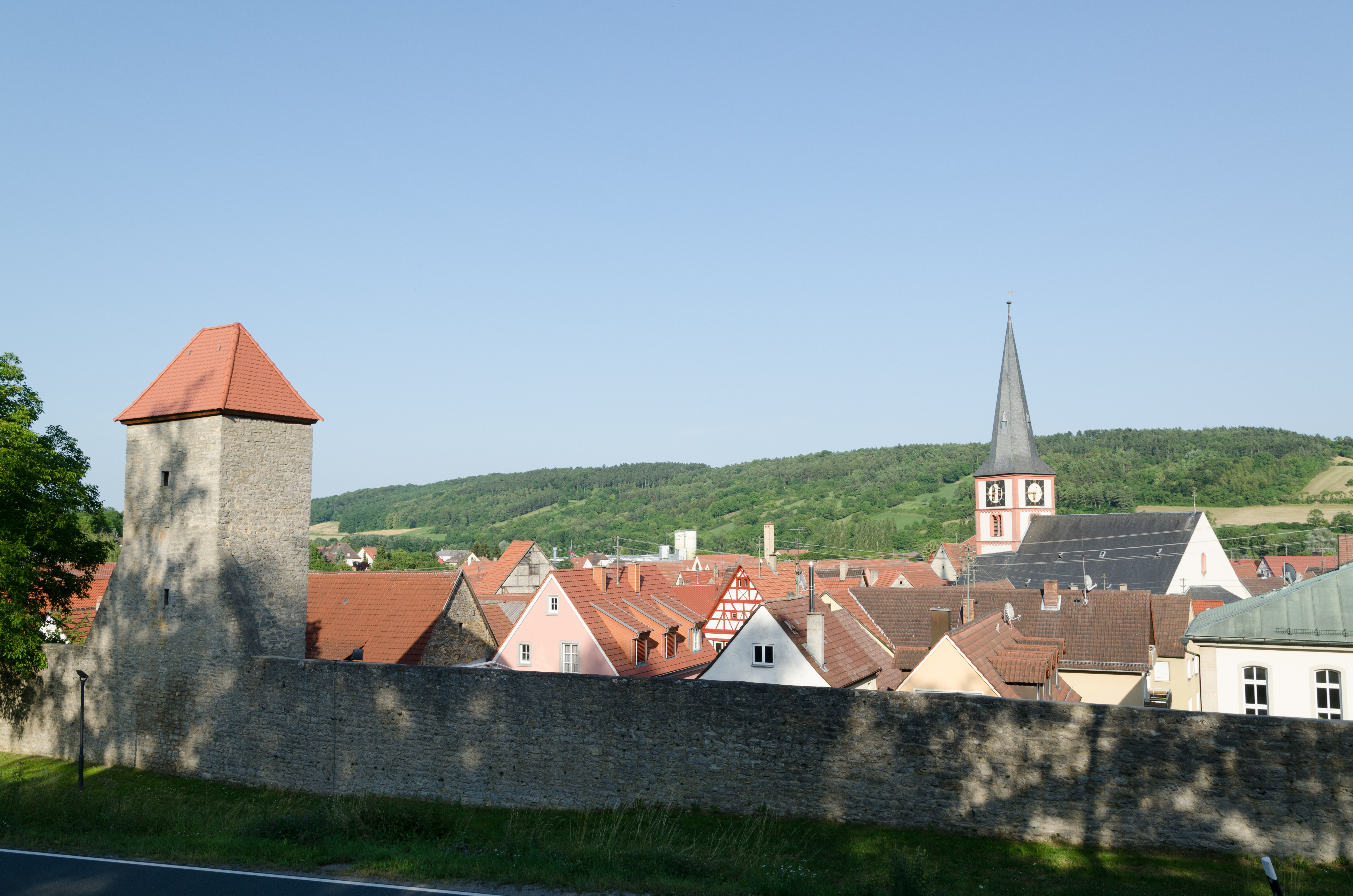
Stadtmauer bei Herrenstraße 17
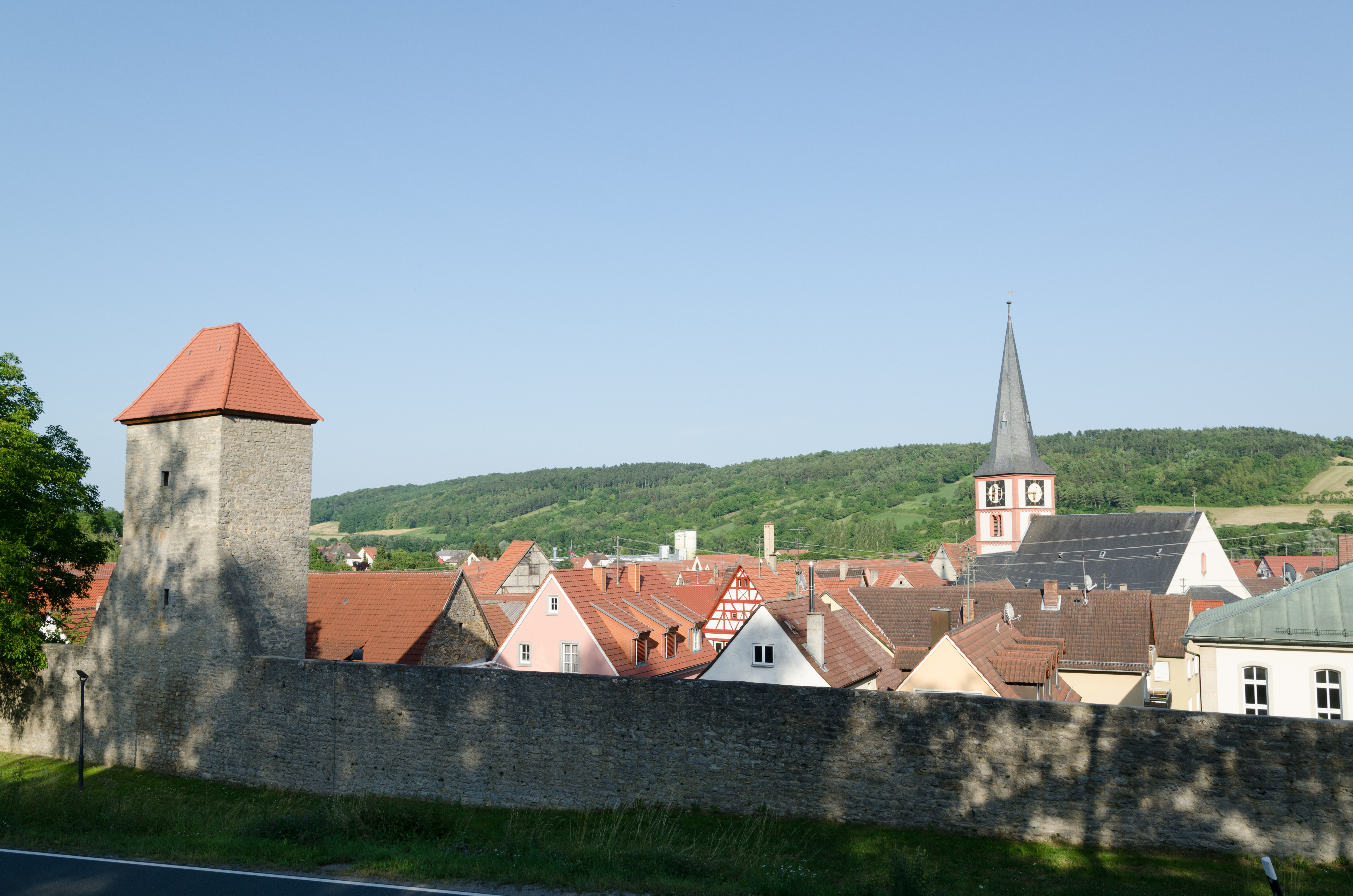
Stadtmauer bei Herrenstraße 19
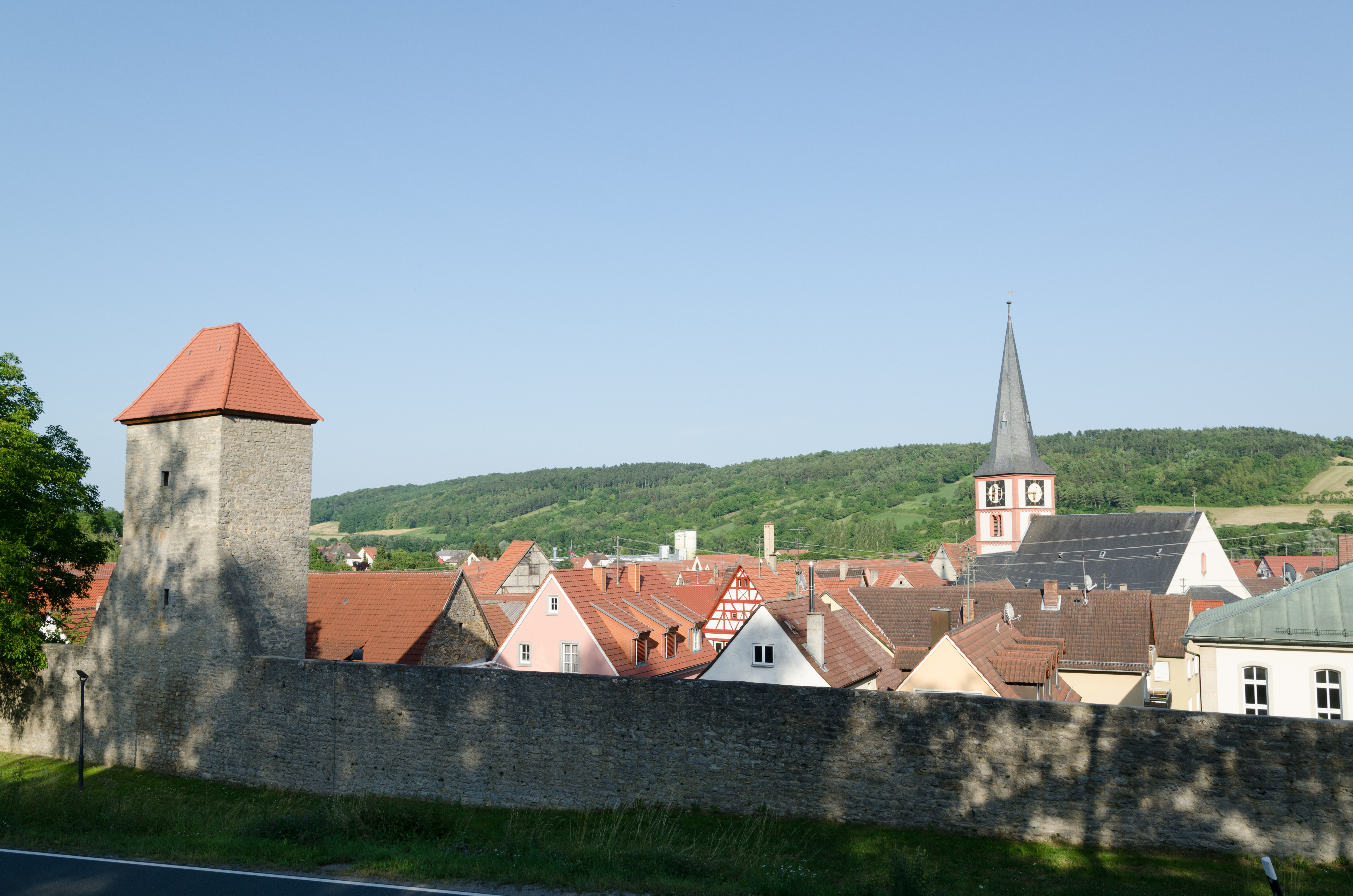
Stadtmauer bei Obergasse 3
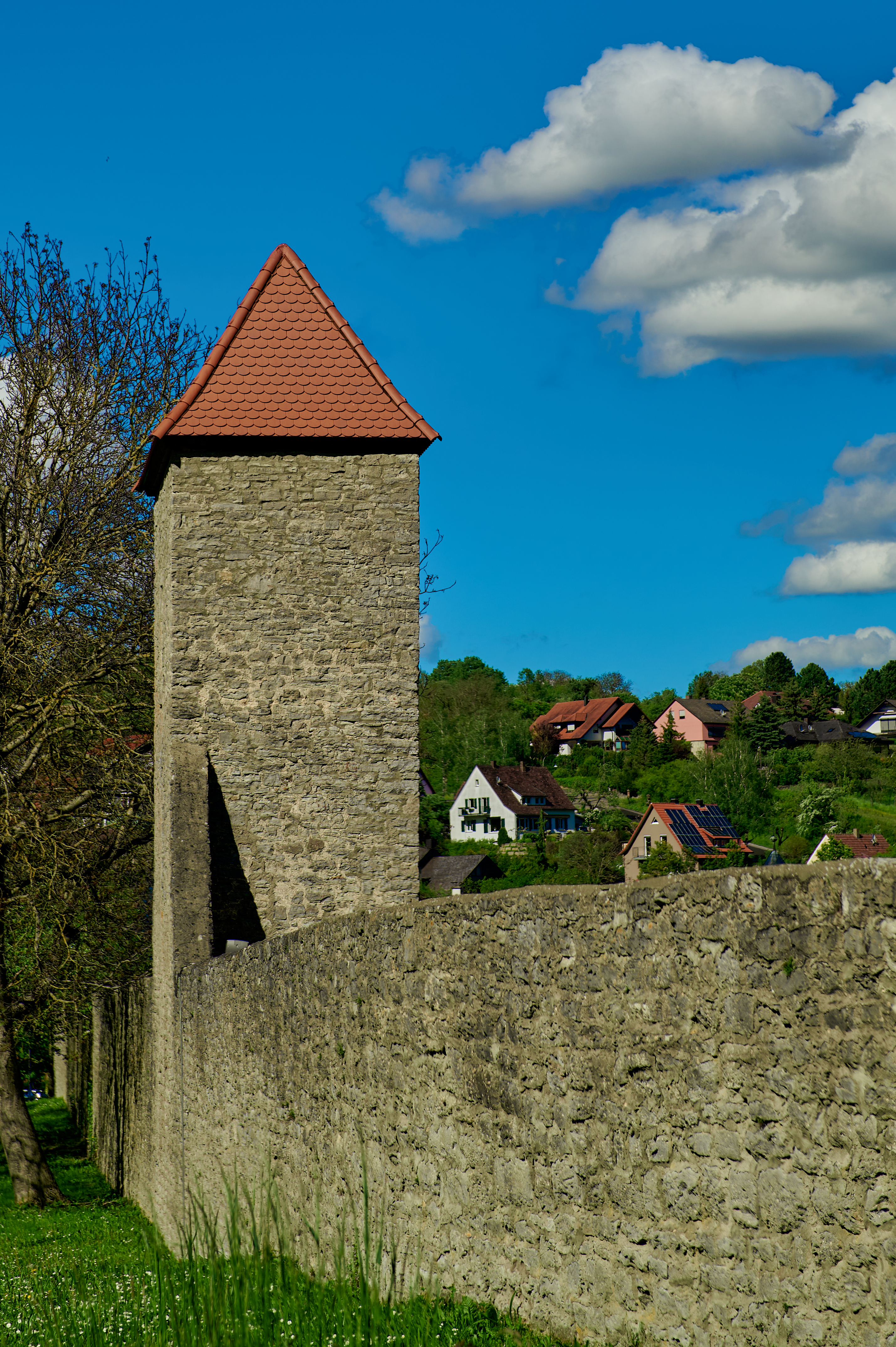
Quadratischer Turm von Süden weitere Bilder
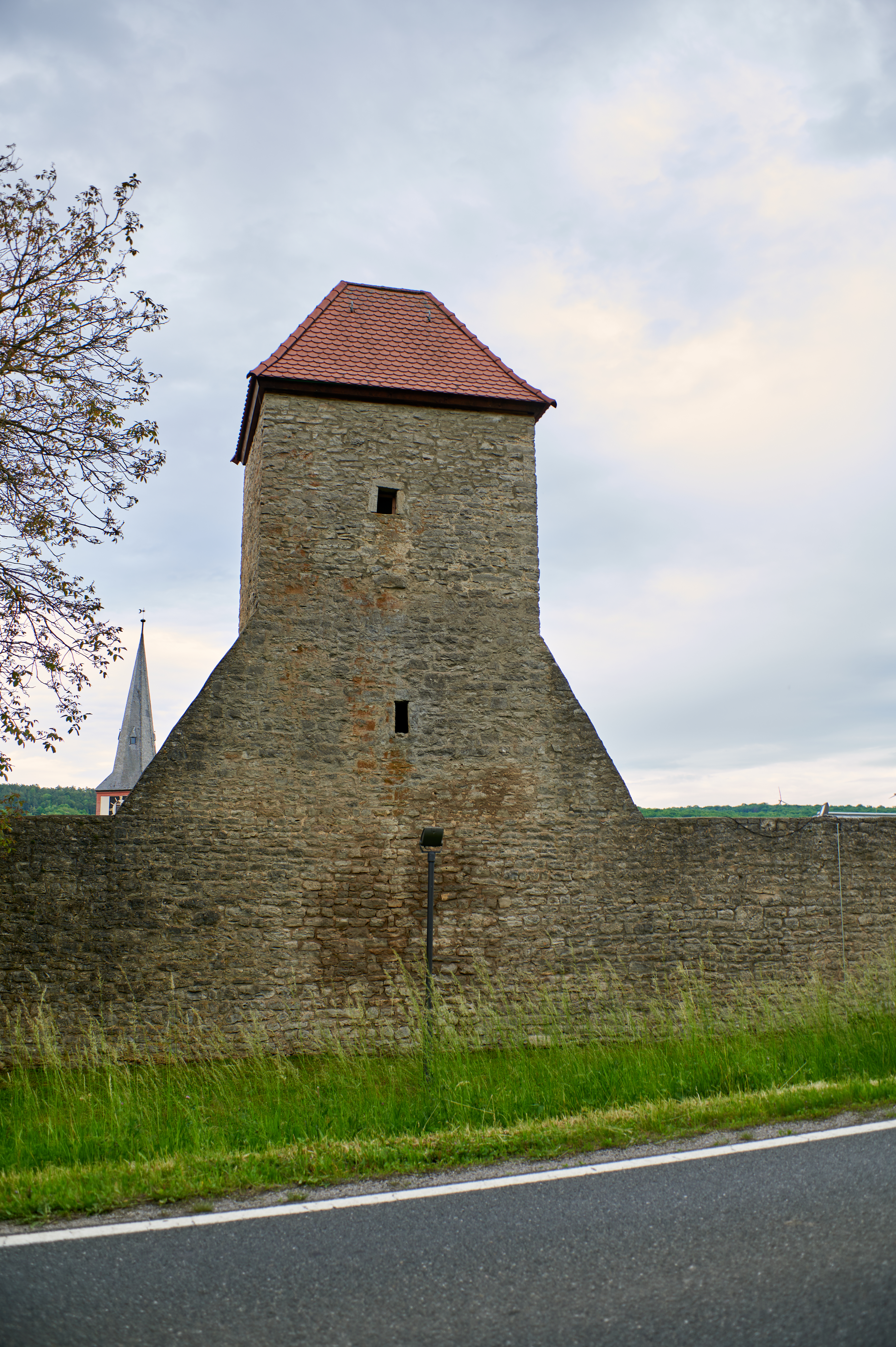
Quadratischer Turm von Westen weitere Bilder
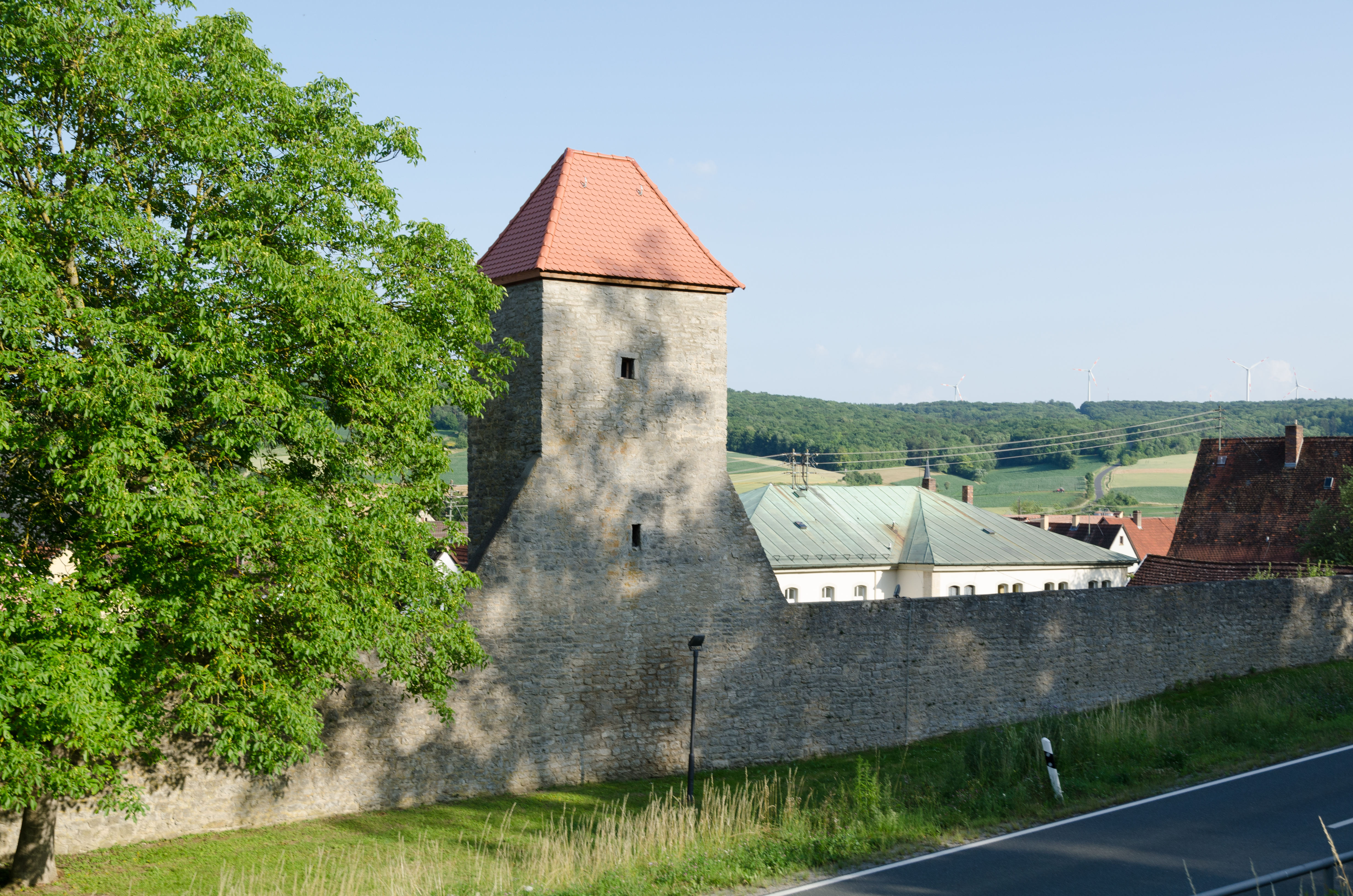
Quadratischer Turm bei Obergasse 5 weitere Bilder
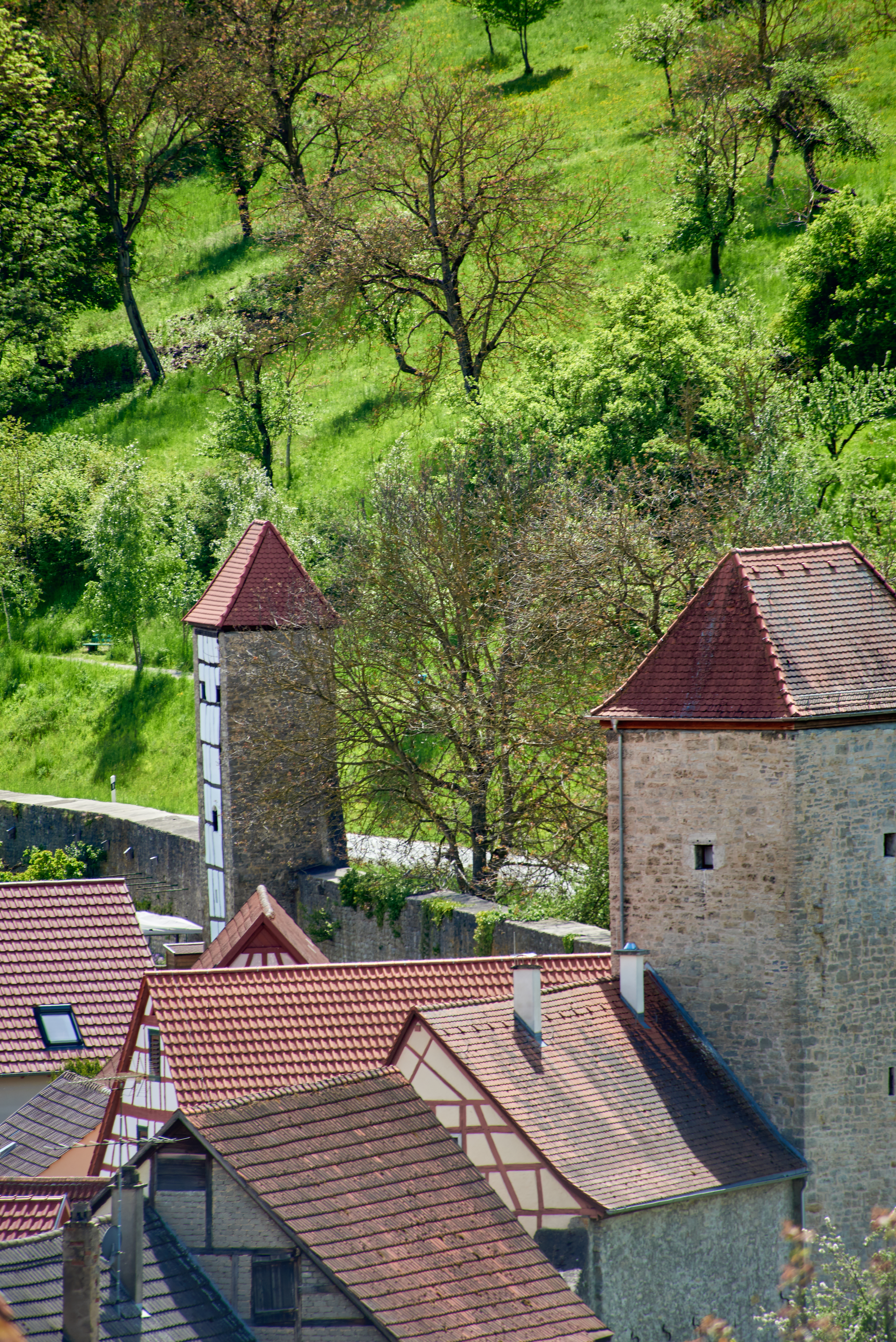
Quadratischer Turm und Jakobstor von Norden weitere Bilder
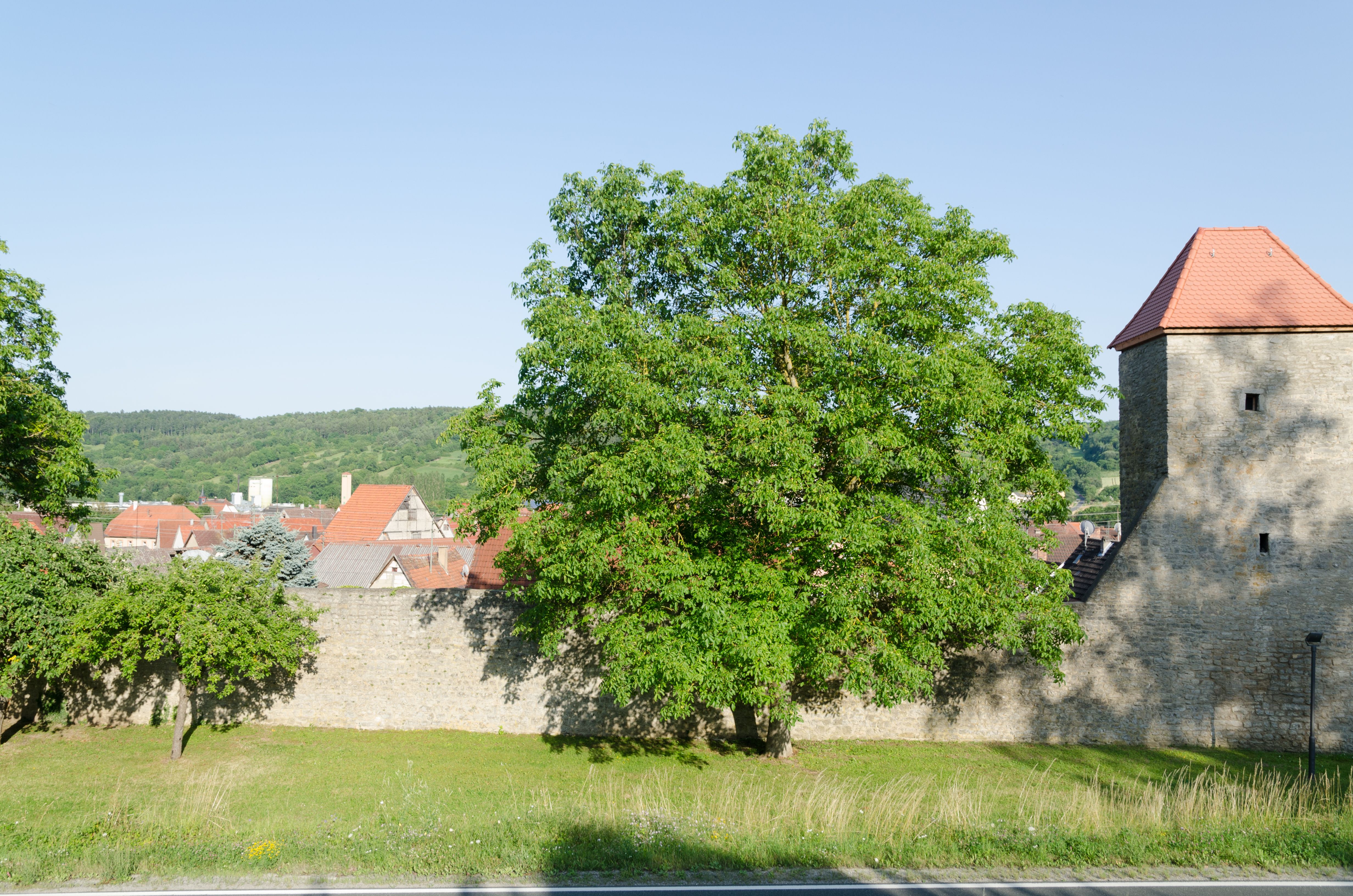
Stadtmauer bei Obergasse 7
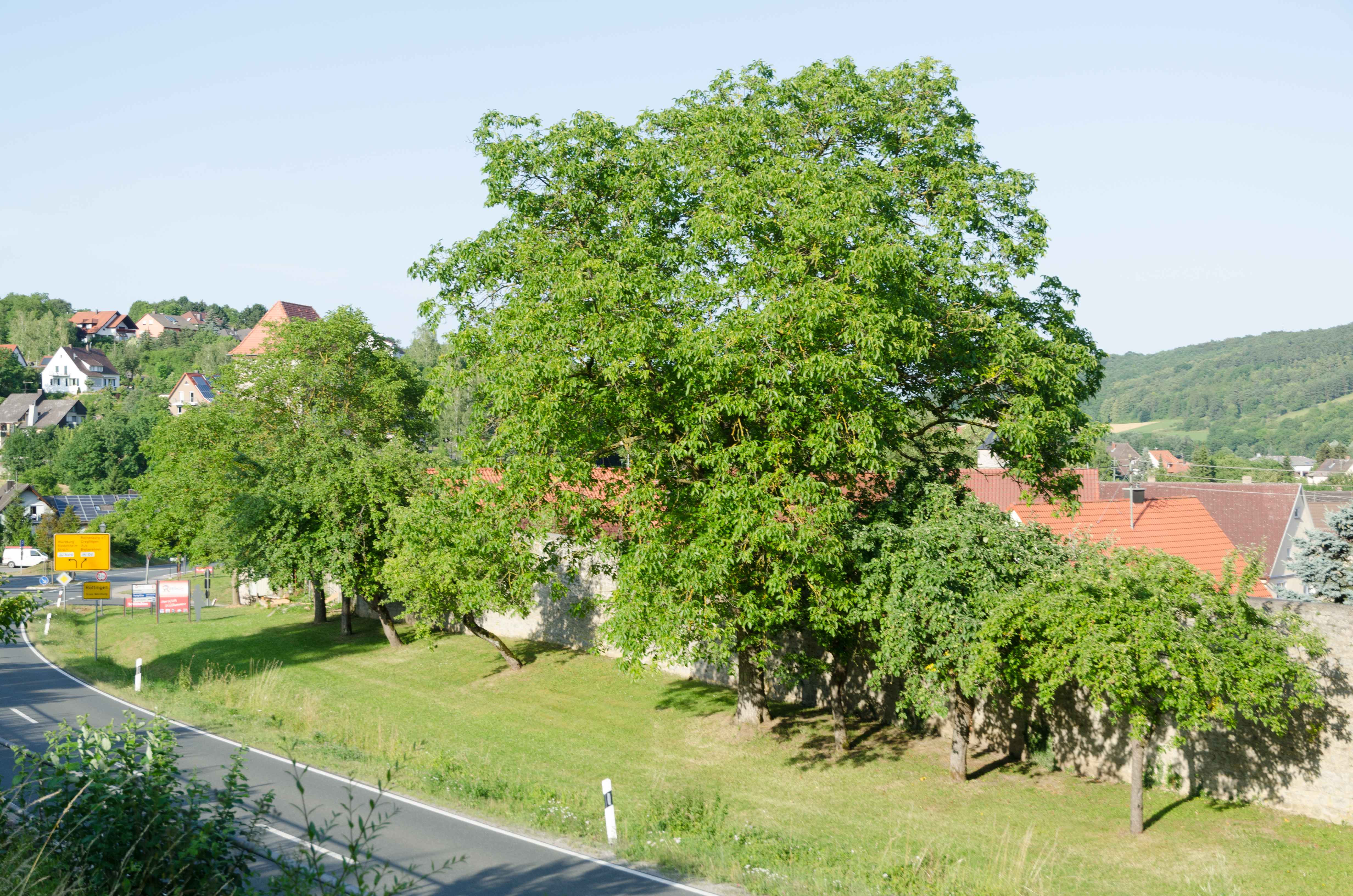
Stadtmauer bei Obergasse 9
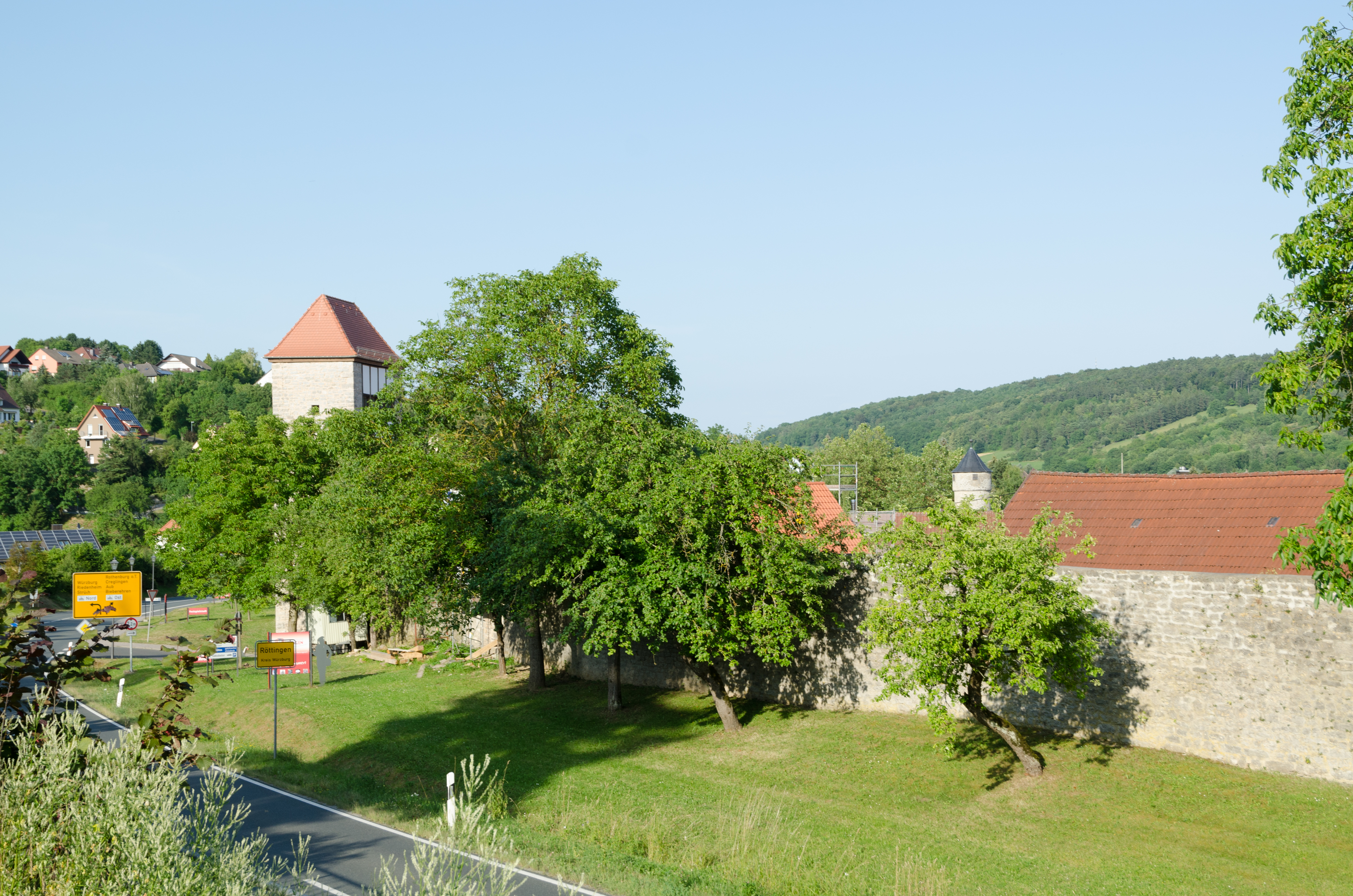
Stadtmauer bei Obergasse 11, 13, 15
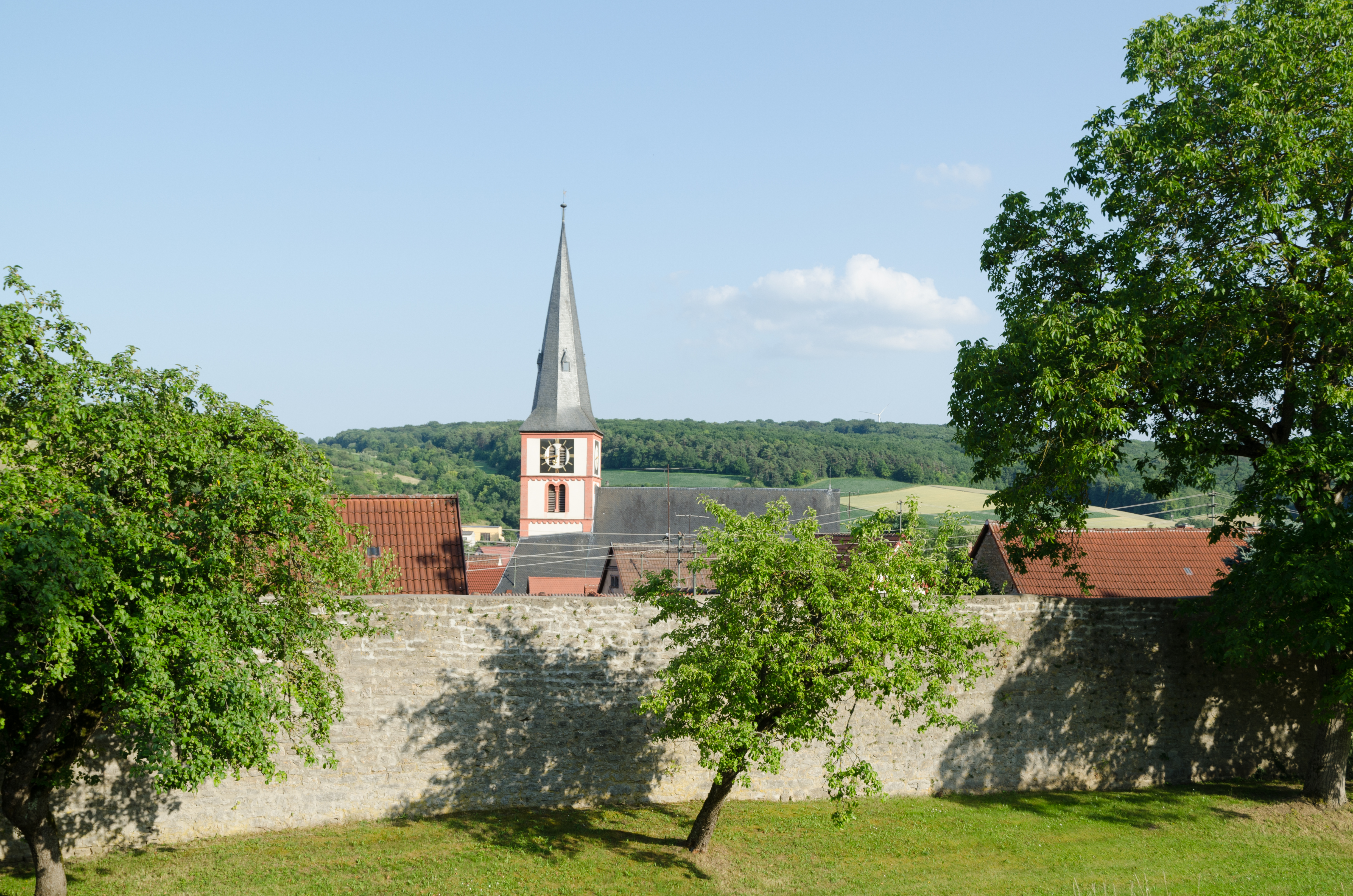
Stadtmauer bei Obergasse 17
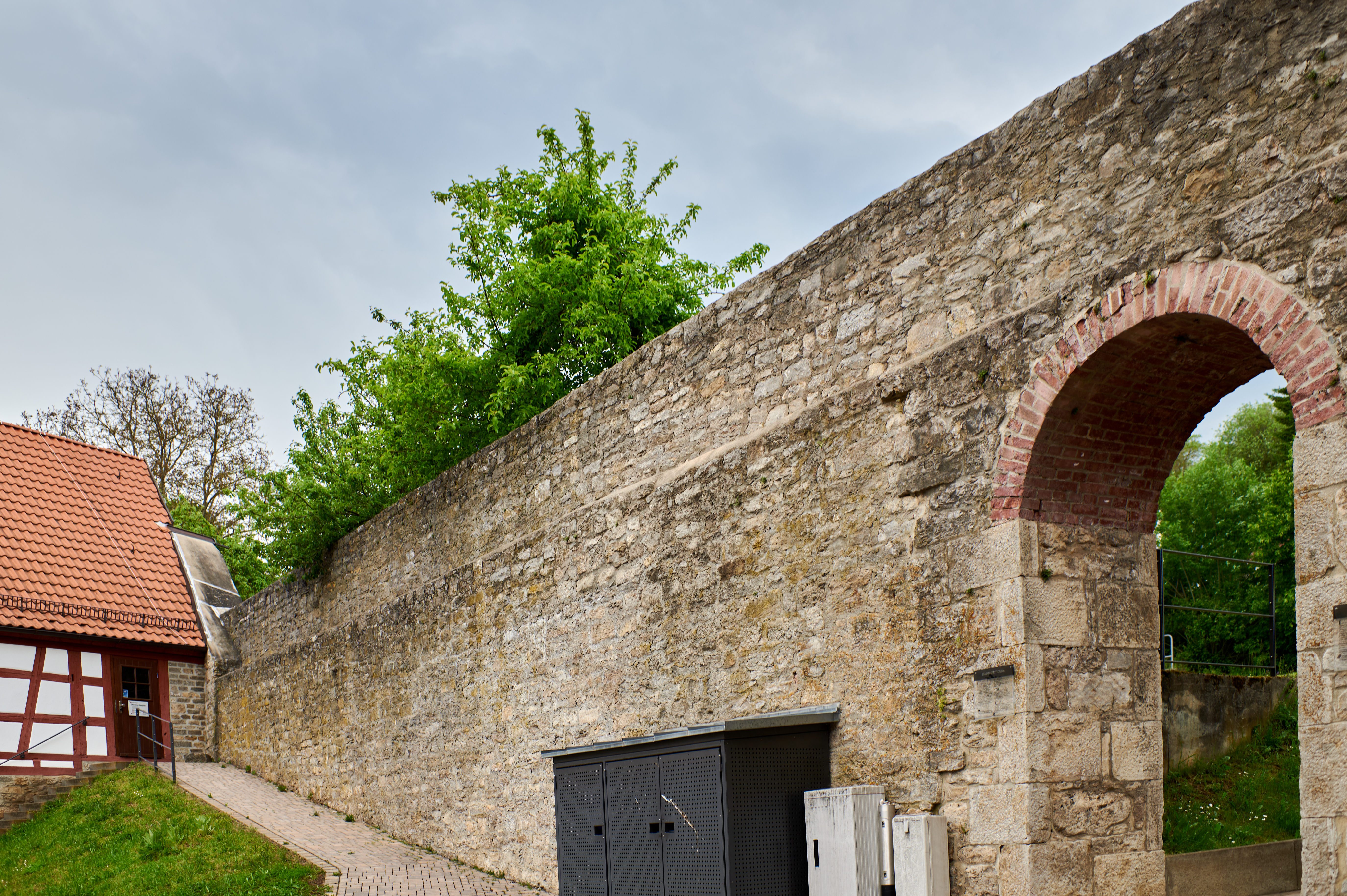
Stadtmauer südlich an das Jakobstor anschließend

- Erbsengasse 3 (Lage): Torturm, sogenanntes Jakobstor, rechteckiger Massivbau mit Walmdach, Haustein und Buckelquader, Südseite Fachwerk, 13./14. Jahrhundert (D-6-79-182-1)
- Erbsengasse 5, an der hinteren Grundstücksgrenze (Lage): Stadtmauer, 14./15. Jahrhundert (D-6-79-182-2)
- Erbsengasse 6, an der hinteren Grundstücksgrenze (Lage): Stadtmauer, 14./15. Jahrhundert (D-6-79-182-2)
- Erbsengasse 7, an der hinteren Grundstücksgrenze (Lage): Stadtmauer, 14./15. Jahrhundert (D-6-79-182-2)
- Erbsengasse 9, an der hinteren Grundstücksgrenze (Lage): Stadtmauer, 14./15. Jahrhundert (D-6-79-182-2)
- Erbsengasse 9 (Lage): Sogenannter Schneckenturm, halbrund mit Kegeldach, 14. Jahrhundert (D-6-79-182-2)
- Erbsengasse 11, am östlichen Straßenrand (Lage): Stadtmauer, 14./15. Jahrhundert (D-6-79-182-2)
- Erbsengasse 12, am östlichen Straßenrand (Lage): Stadtmauer, 14./15. Jahrhundert (D-6-79-182-2)
- Erbsengasse 14, an der Grundstücksgrenze (Lage): Stadtmauer, 14./15. Jahrhundert (D-6-79-182-2)
- Erbsengasse 16 (Lage): Sogenannter Rippacher Turm, halbrund, mit leicht auskragendem Obergeschoss und Kegeldach, 14. Jahrhundert (D-6-79-182-2)
- Obergasse 31, an der Grundstücksgrenze (Lage): Stadtmauer, 14./15. Jahrhundert (D-6-79-182-2)
- Obergasse 33, an der Grundstücksgrenze (Lage): Stadtmauer, 14./15. Jahrhundert (D-6-79-182-64)
- Obergasse 35, an der Grundstücksgrenze (Lage): Stadtmauer, 14./15. Jahrhundert (D-6-79-182-2)
- Obergasse 37, an der Grundstücksgrenze (Lage): Stadtmauer, 14./15. Jahrhundert (D-6-79-182-2)
- Hauptstraße 31, an der Grundstücksgrenze (Lage): Stadtmauer, 14./15. Jahrhundert (D-6-79-182-2)

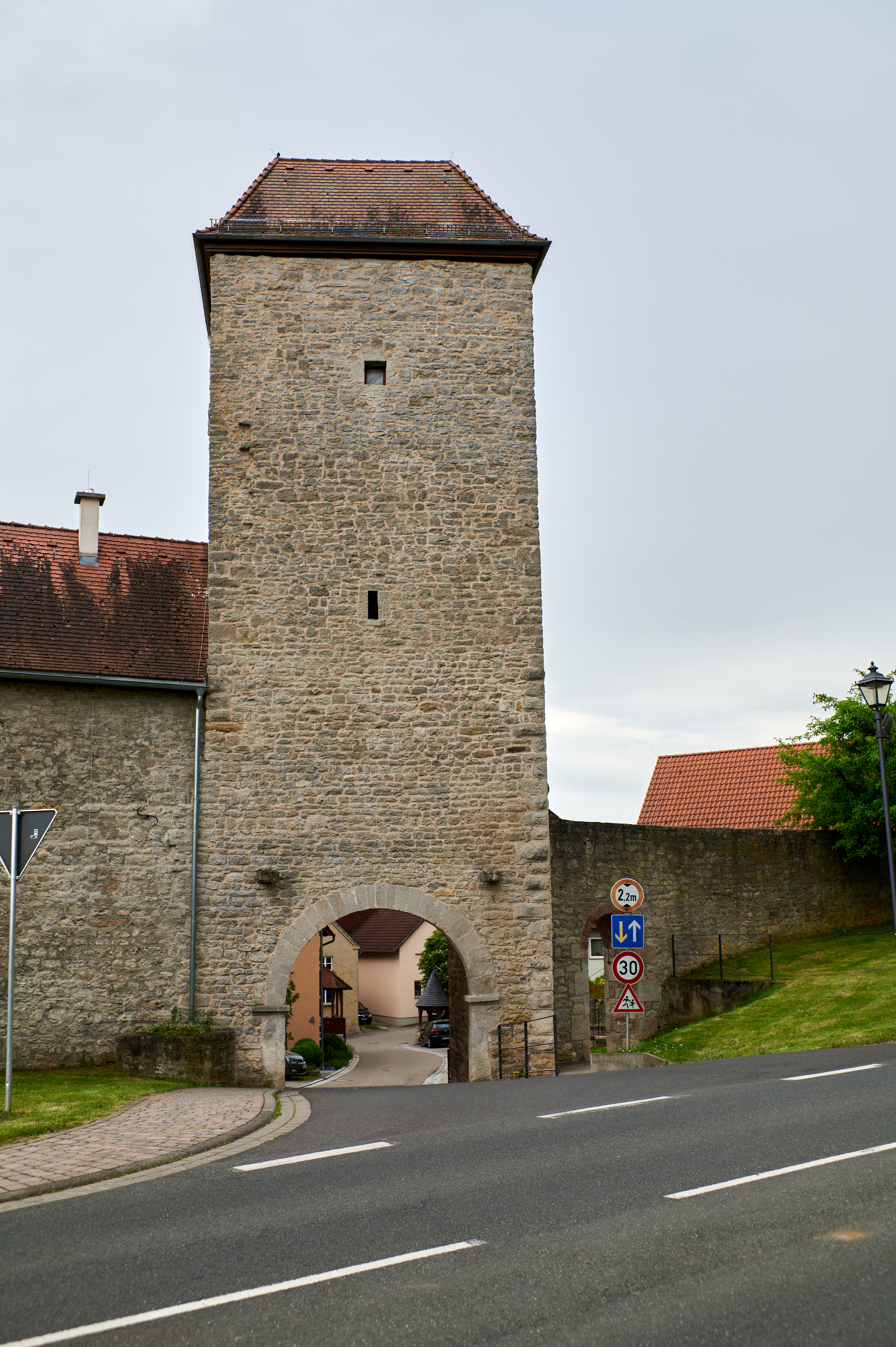
Jakobstor, Feldseite weitere Bilder
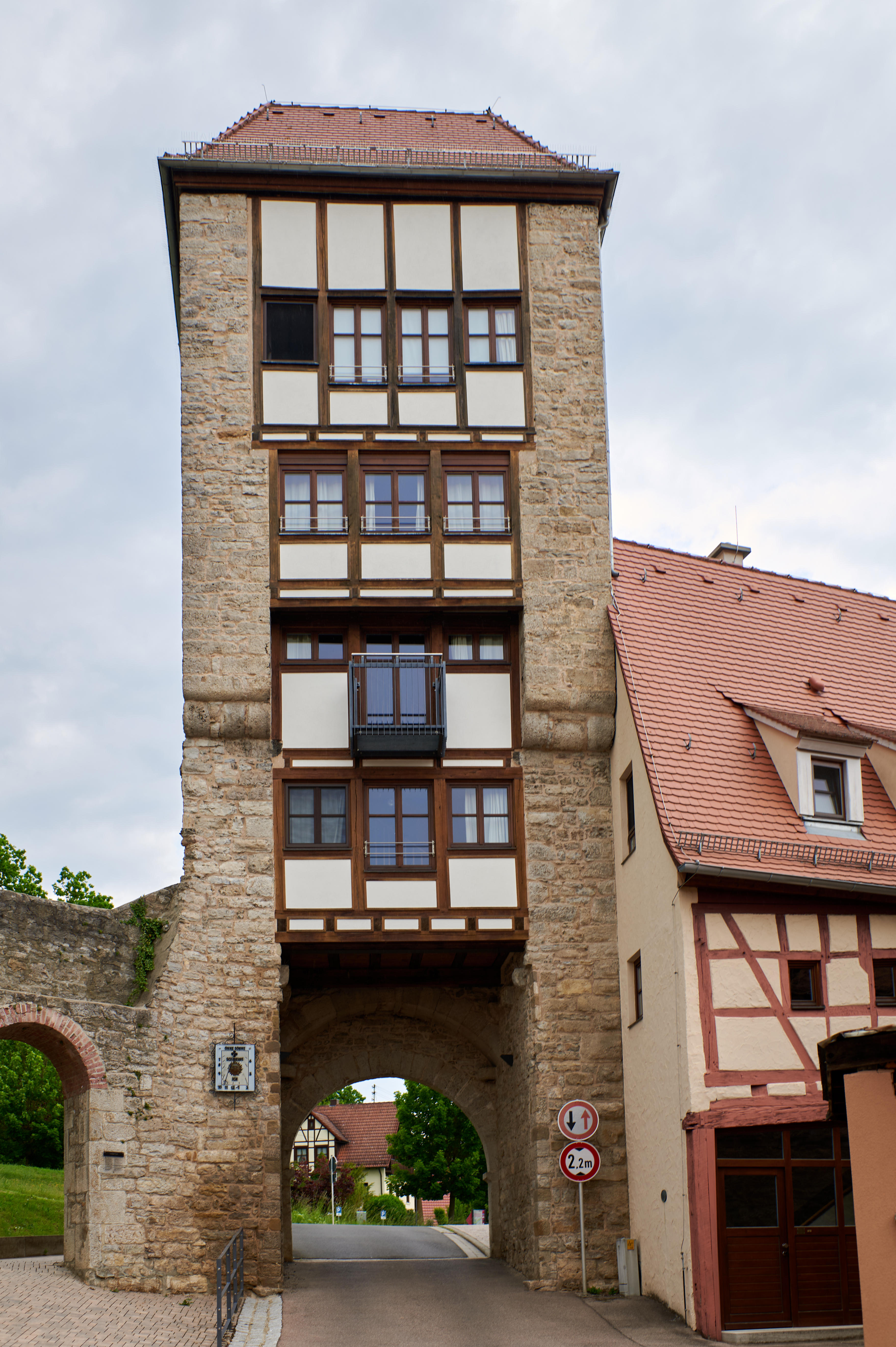
Jakobstor, Stadtseite weitere Bilder
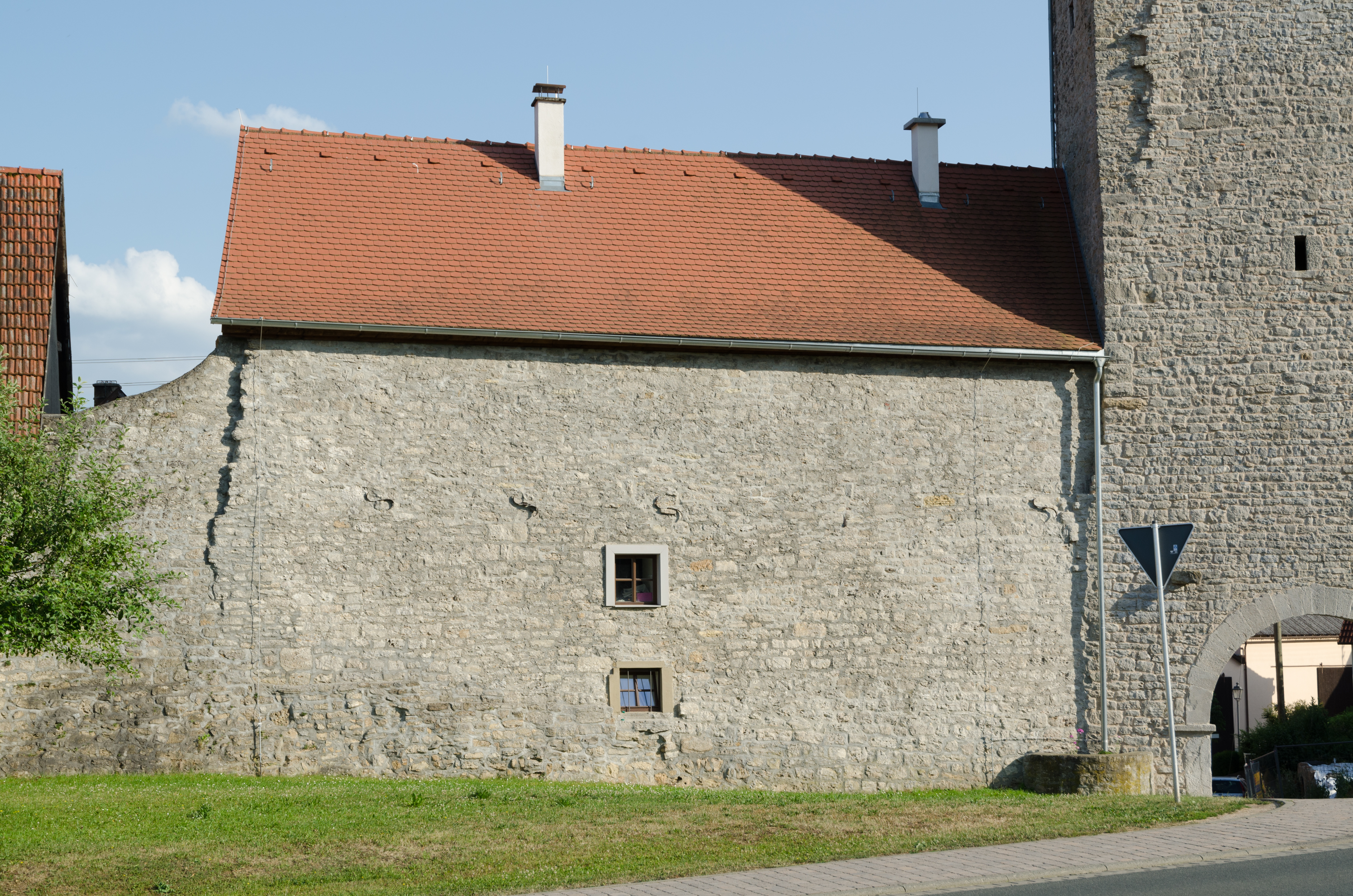
Stadtmauer bei Erbsengasse 5
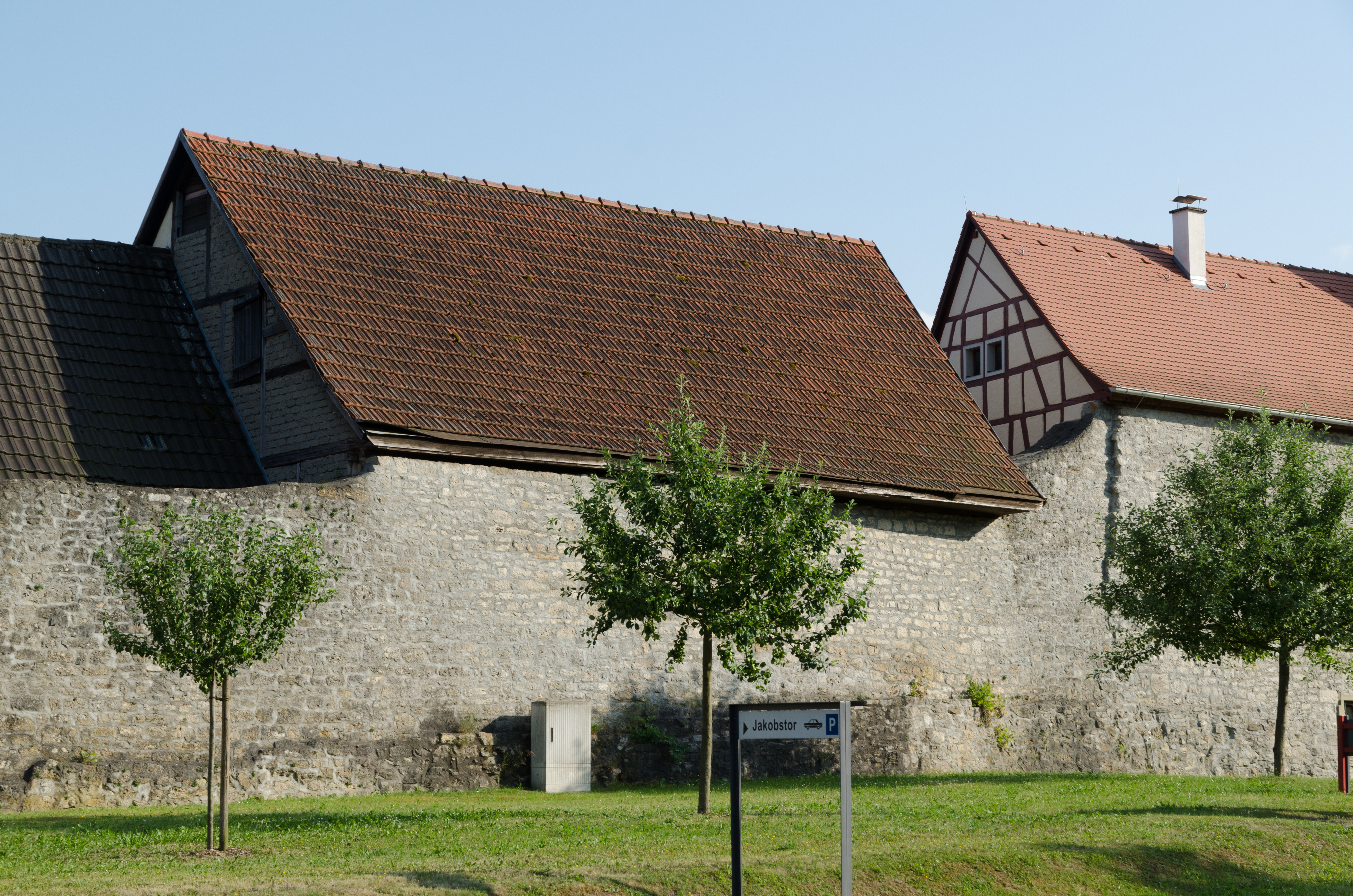
Stadtmauer bei Erbsengasse 6
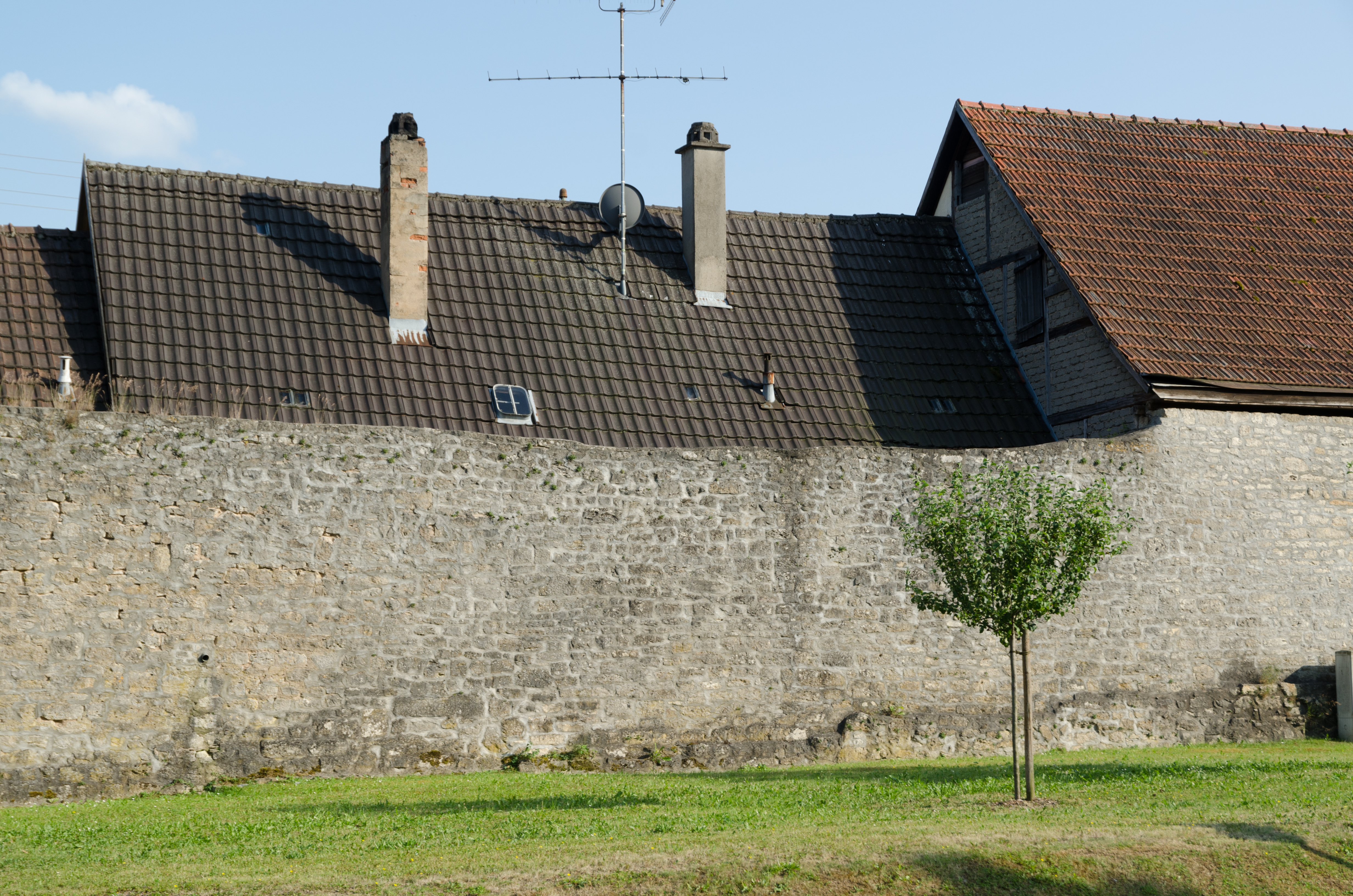
Stadtmauer bei Erbsengasse 7
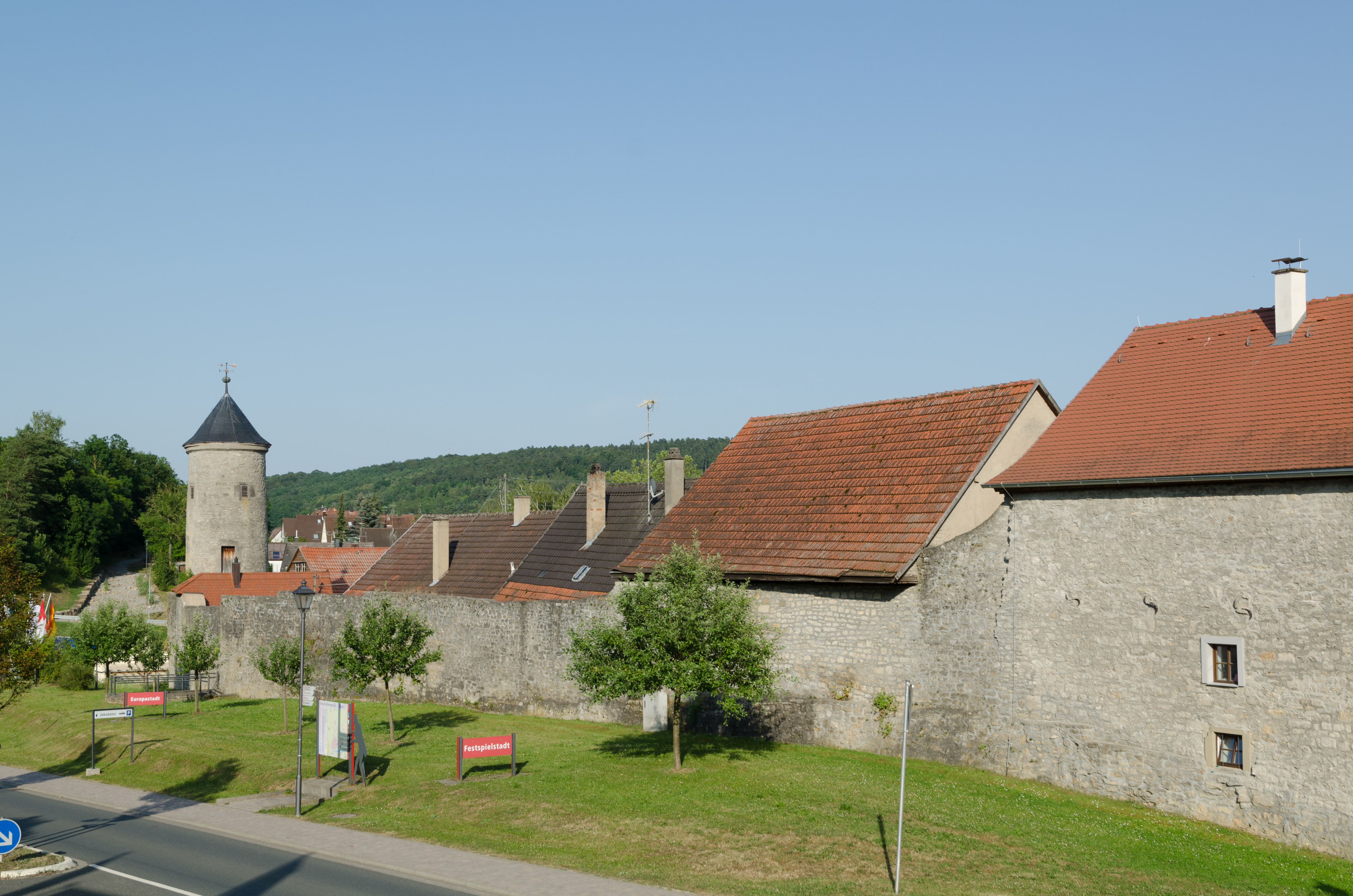
Stadtmauer bei Erbsengasse 8
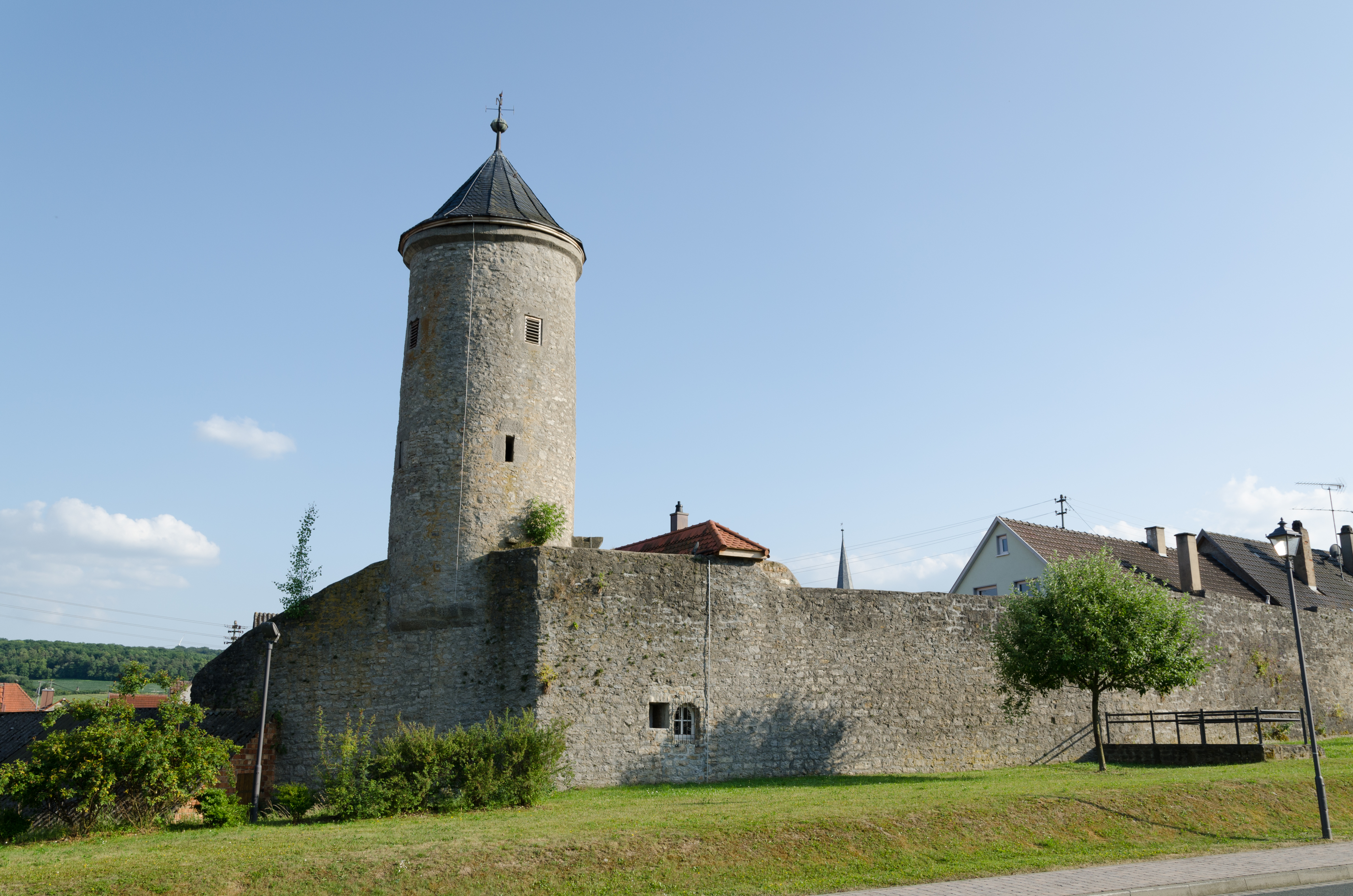
Stadtmauer bei Erbsengasse 9 mit Schneckenturm
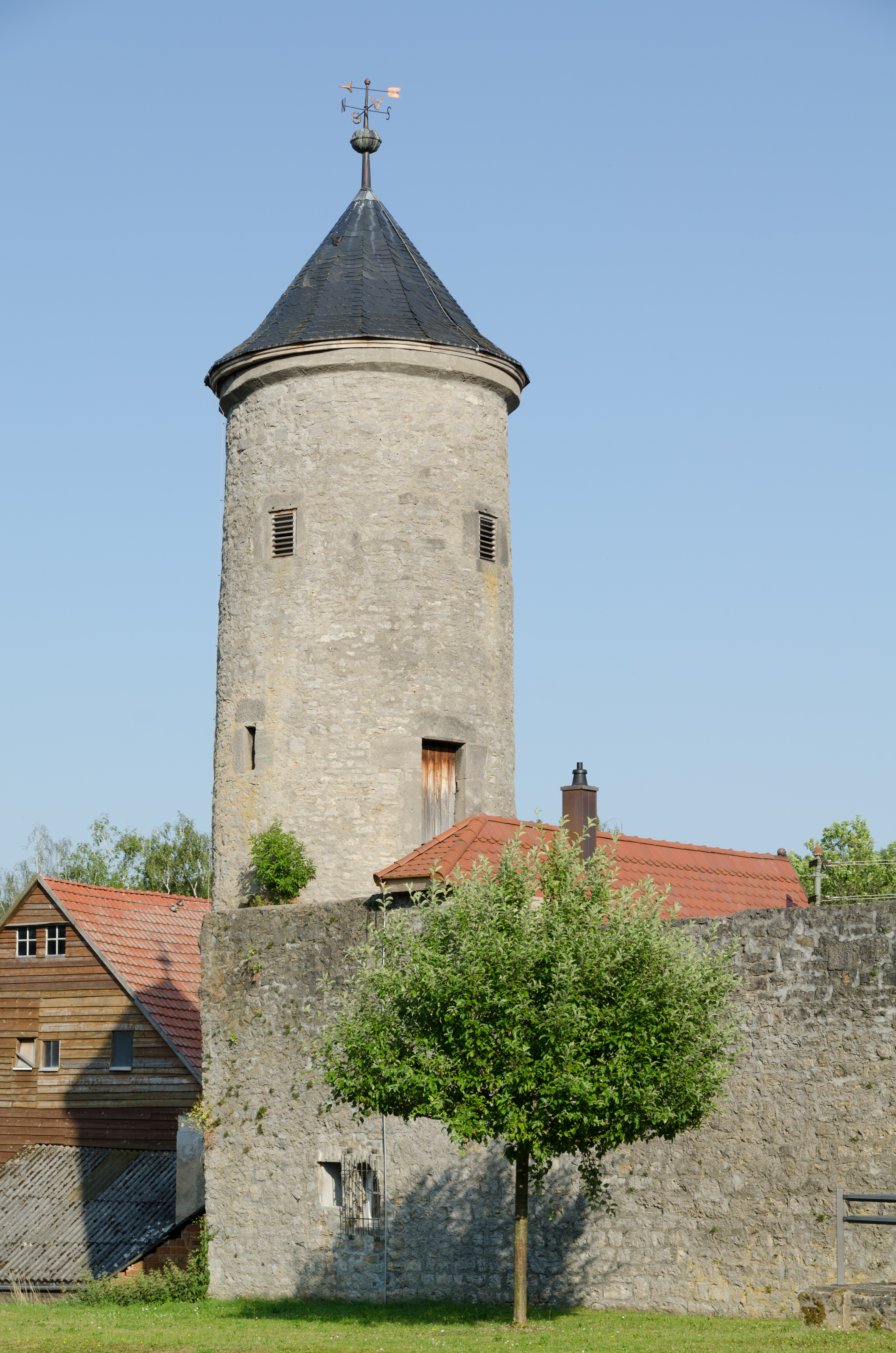
Schneckenturm weitere Bilder
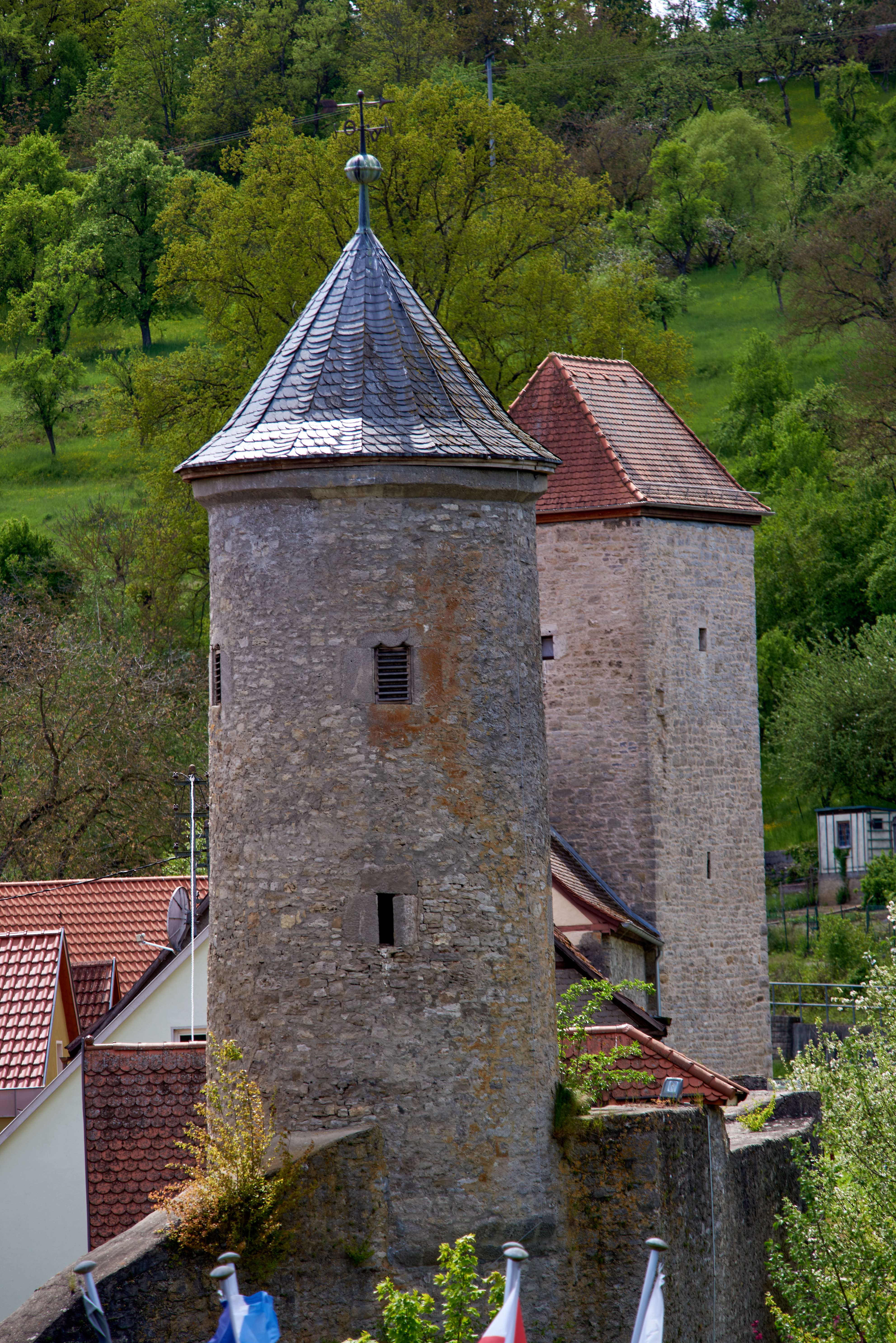
Schneckenturm weitere Bilder
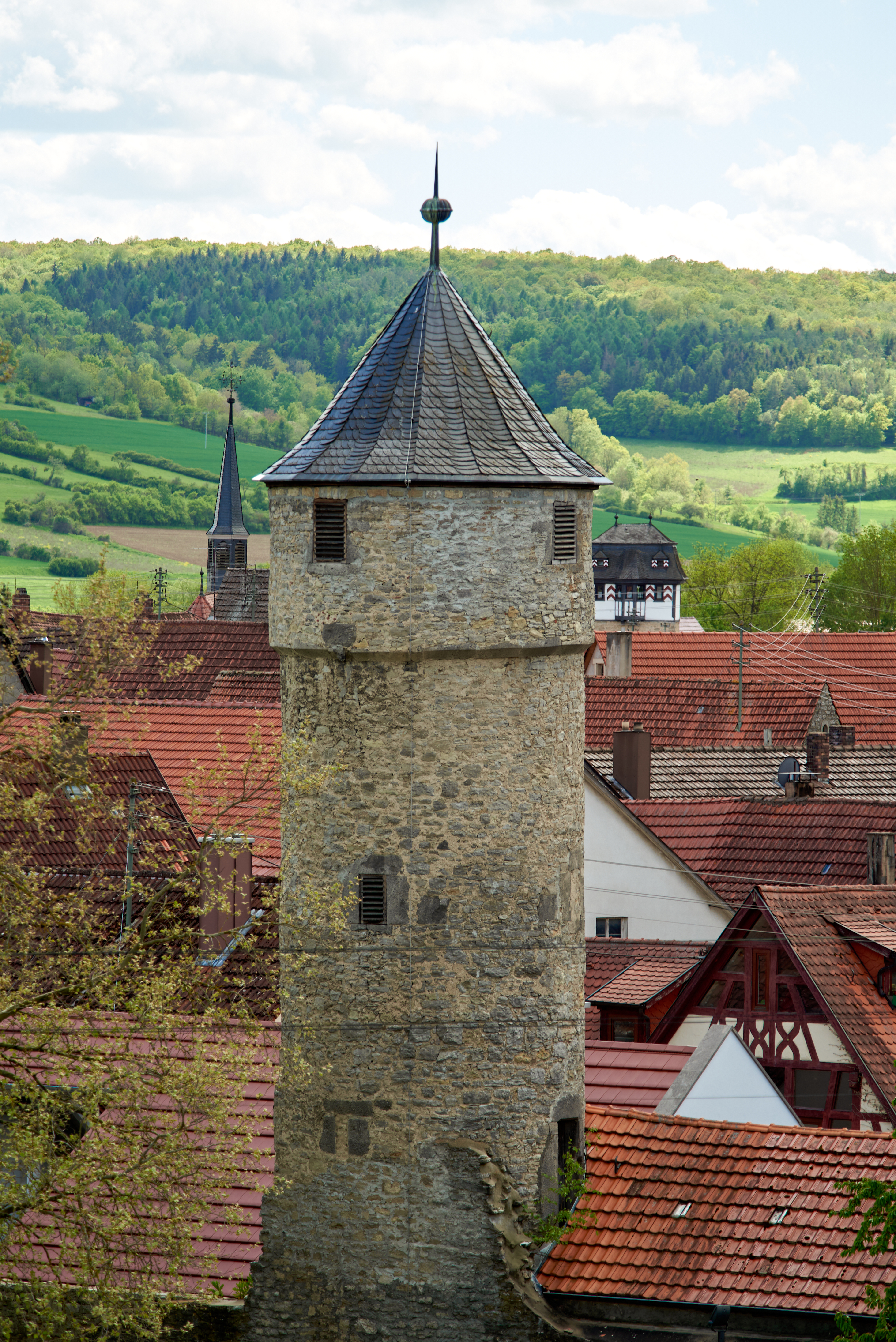
Rippacher Turm weitere Bilder
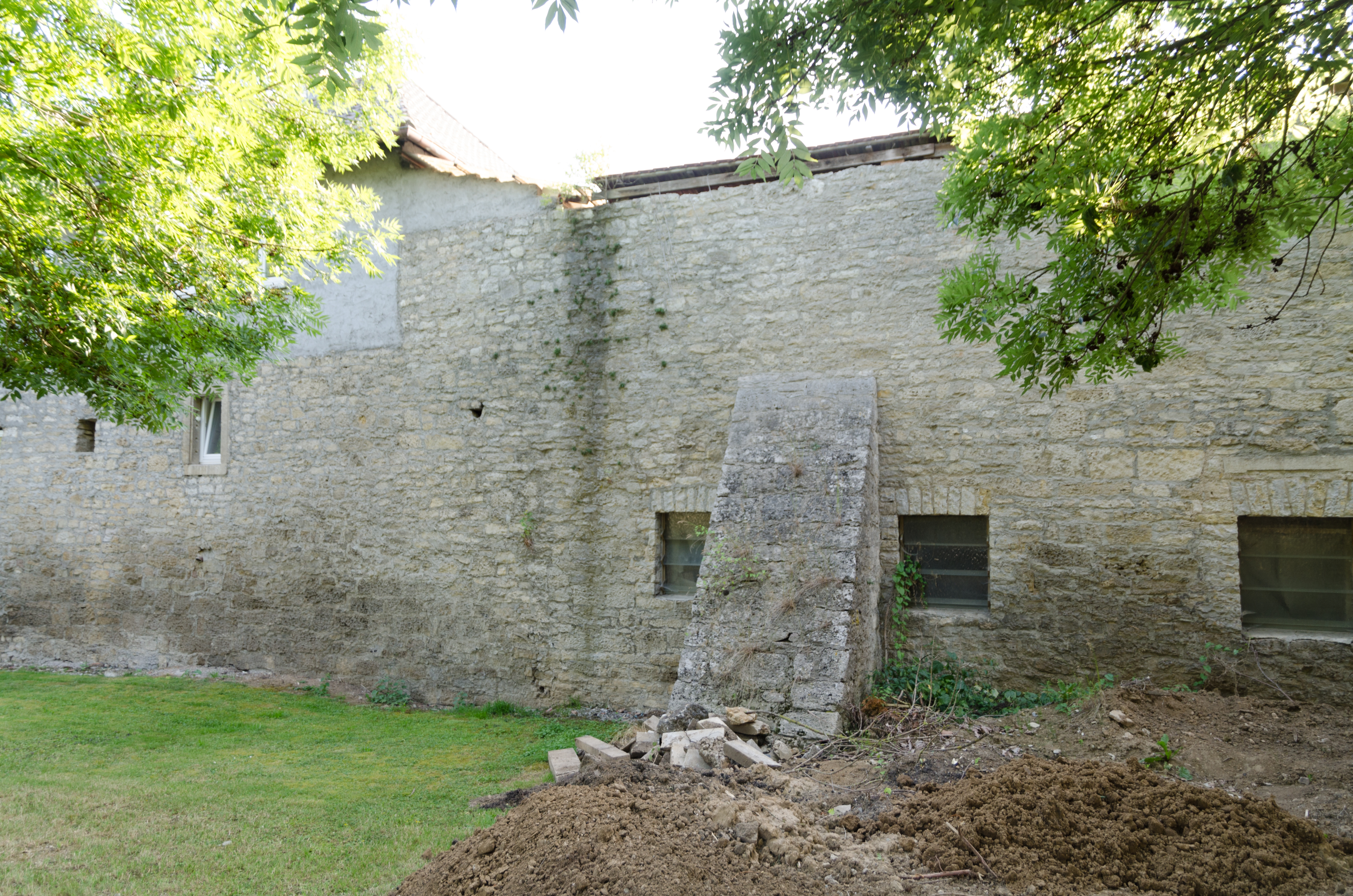
Stadtmauer bei Obergasse 31
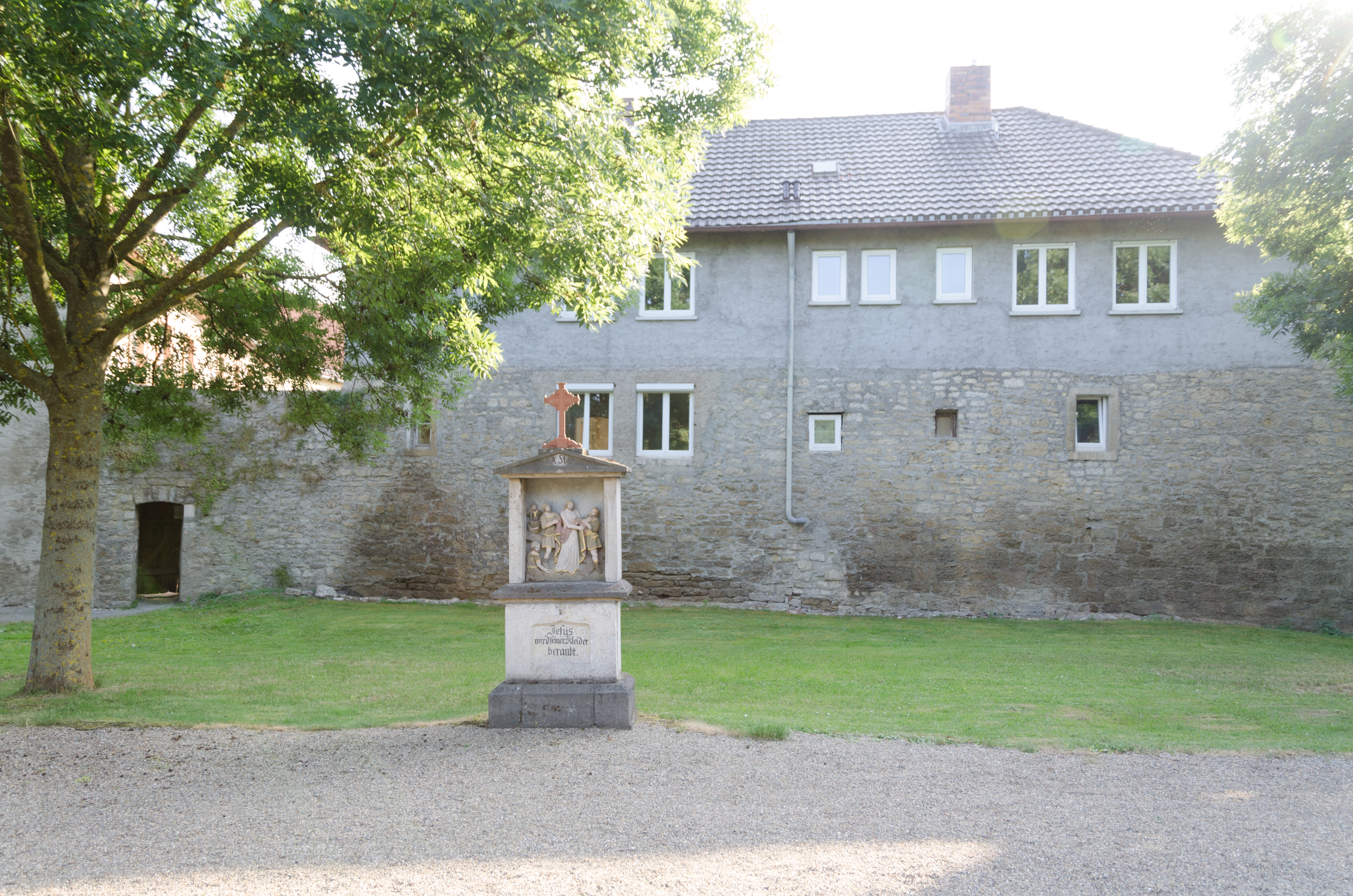
Stadtmauer bei Obergasse 33
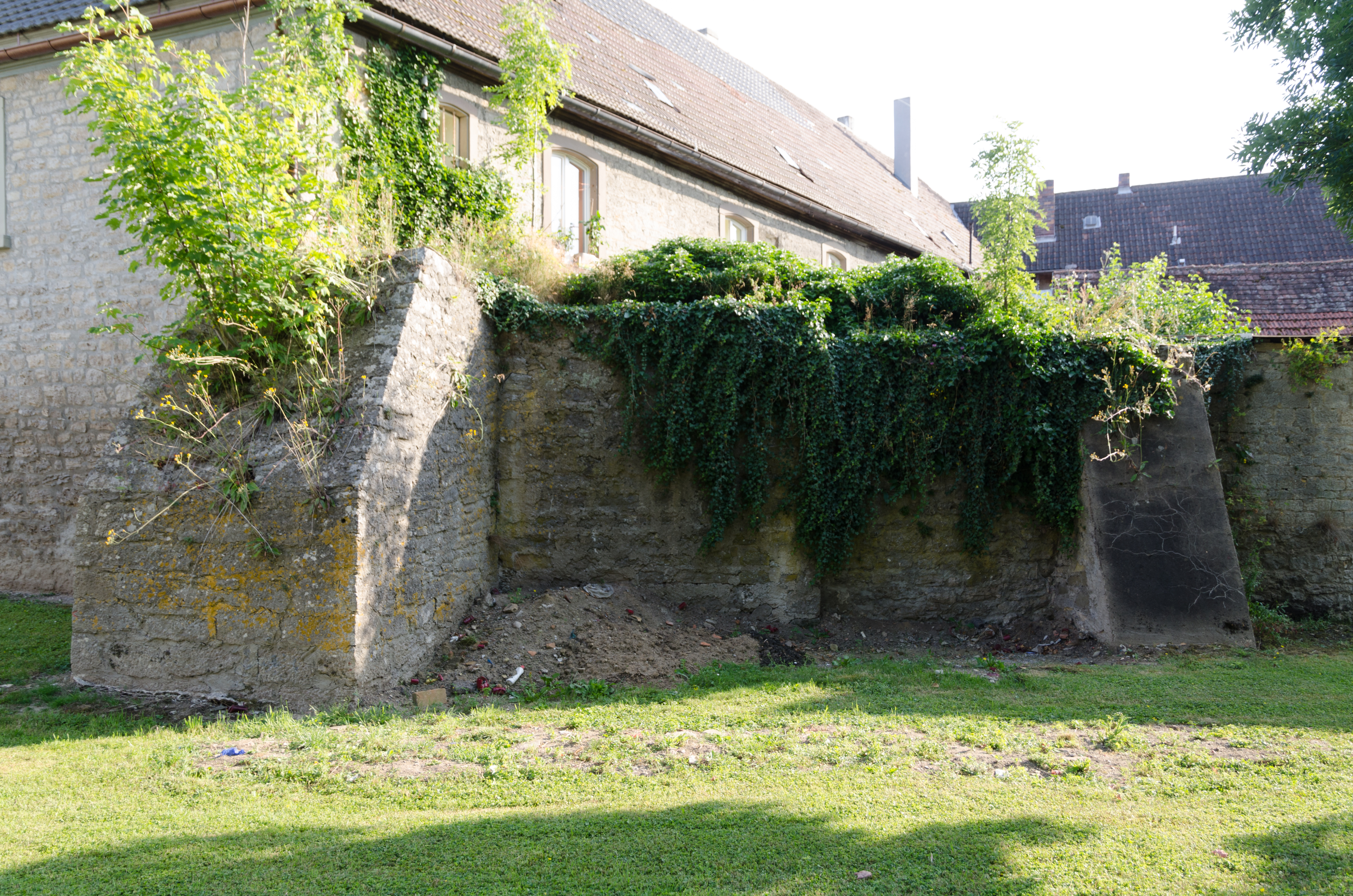
Stadtmauer bei Hauptstraße 31
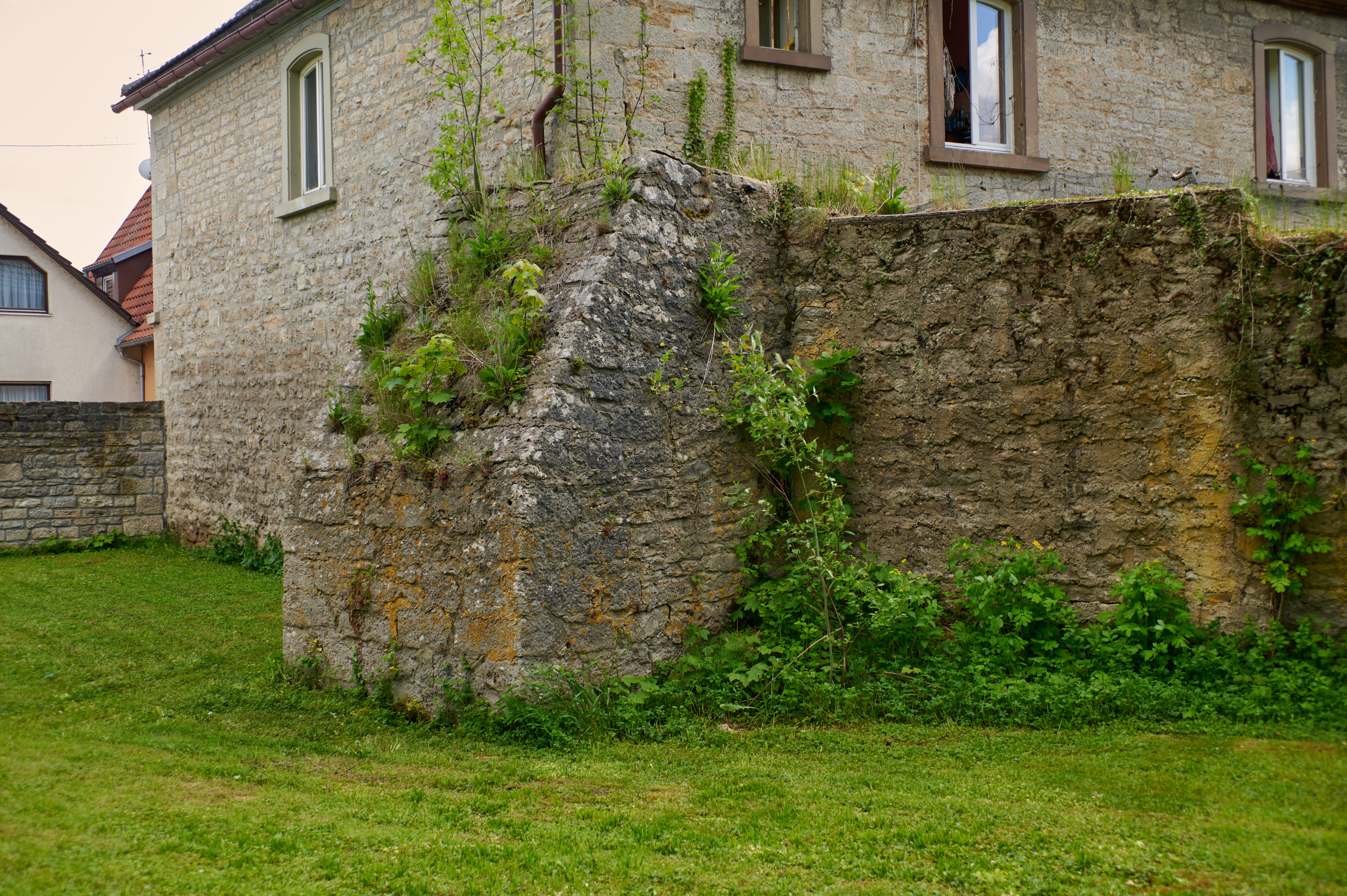
Stadtmauer der Friedhofskirche

Das Tor in der Hauptstraße ist abgegangen. Südlich der Hauptstraße verläuft die Stadtmauer wie folgt:
- Hauptstraße 28, an der Grundstücksgrenze (Lage): Stadtmauer, 14./15. Jahrhundert (D-6-79-182-2)
- Untergasse 3, 5, 7, an der Grundstücksgrenze (Lage): Stadtmauer, 14./15. Jahrhundert (D-6-79-182-2)
- Untergasse 9, 11, 15, 17, 19, an der Grundstücksgrenze (Lage): Stadtmauer, 14./15. Jahrhundert (D-6-79-182-2)
- Mauer zwischen Untergasse und 23 abgegangen
- Untergasse 23, 25, 27, an der Grundstücksgrenze (Lage): Stadtmauer, 14./15. Jahrhundert (D-6-79-182-2)
- Untergasse 29, an der Grundstücksgrenze (Lage): Stadtmauer, 14./15. Jahrhundert (D-6-79-182-2)
- Untergasse 31, an der Grundstücksgrenze (Lage): Stadtmauer, 14./15. Jahrhundert (D-6-79-182-2)
- Untergasse 33, an der Grundstücksgrenze (Lage): Stadtmauer, 14./15. Jahrhundert (D-6-79-182-2)
- Untergasse 35, 37, an der Grundstücksgrenze (Lage): Stadtmauer, 14./15. Jahrhundert (D-6-79-182-2)
- Untergasse 39, an der Grundstücksgrenze (Lage): Sogenannter Mühlenturm, Rundturm mit Kegeldach, 14. Jahrhundert (D-6-79-182-2)
- Hauptstraße 4, an der Grundstücksgrenze (Lage): Stadtmauer, 15. Jahrhundert (D-6-79-182-2)
- Hauptstraße 3, an der Grundstücksgrenze (Lage): Stadtmauer, 15. Jahrhundert (D-6-79-182-2)

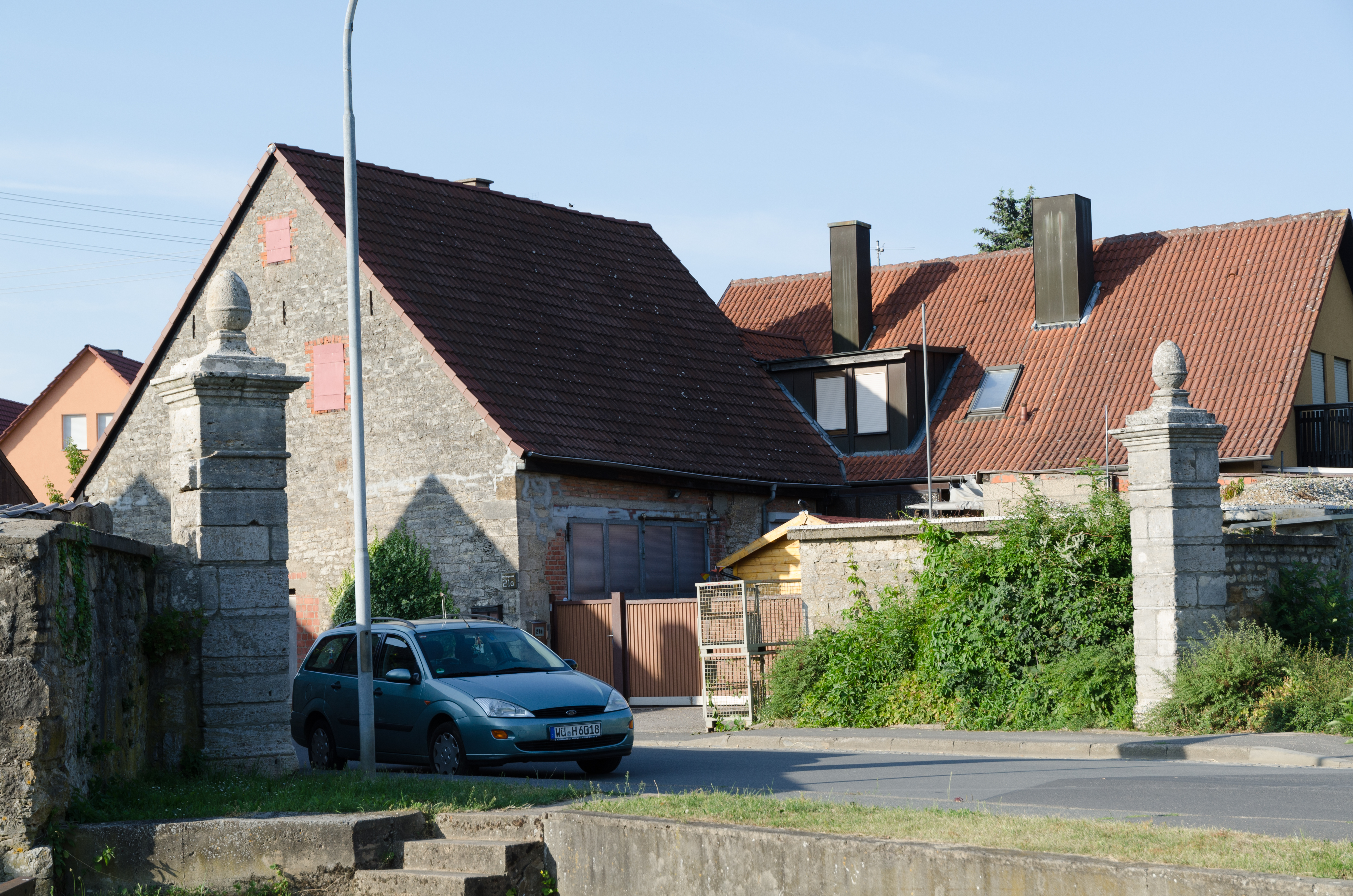
Stadtmauer bei Untergasse 23
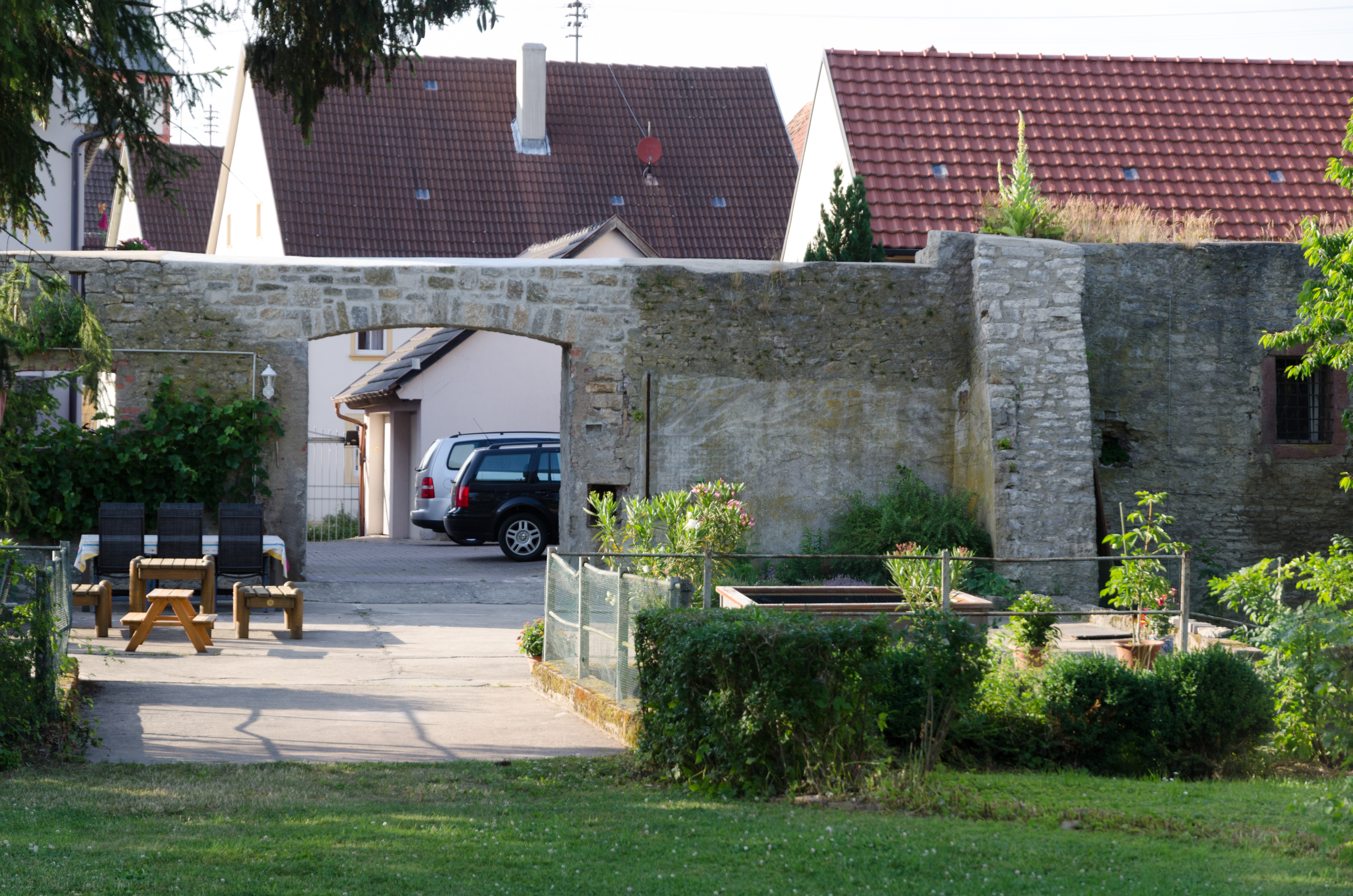
Stadtmauer bei Untergasse 31
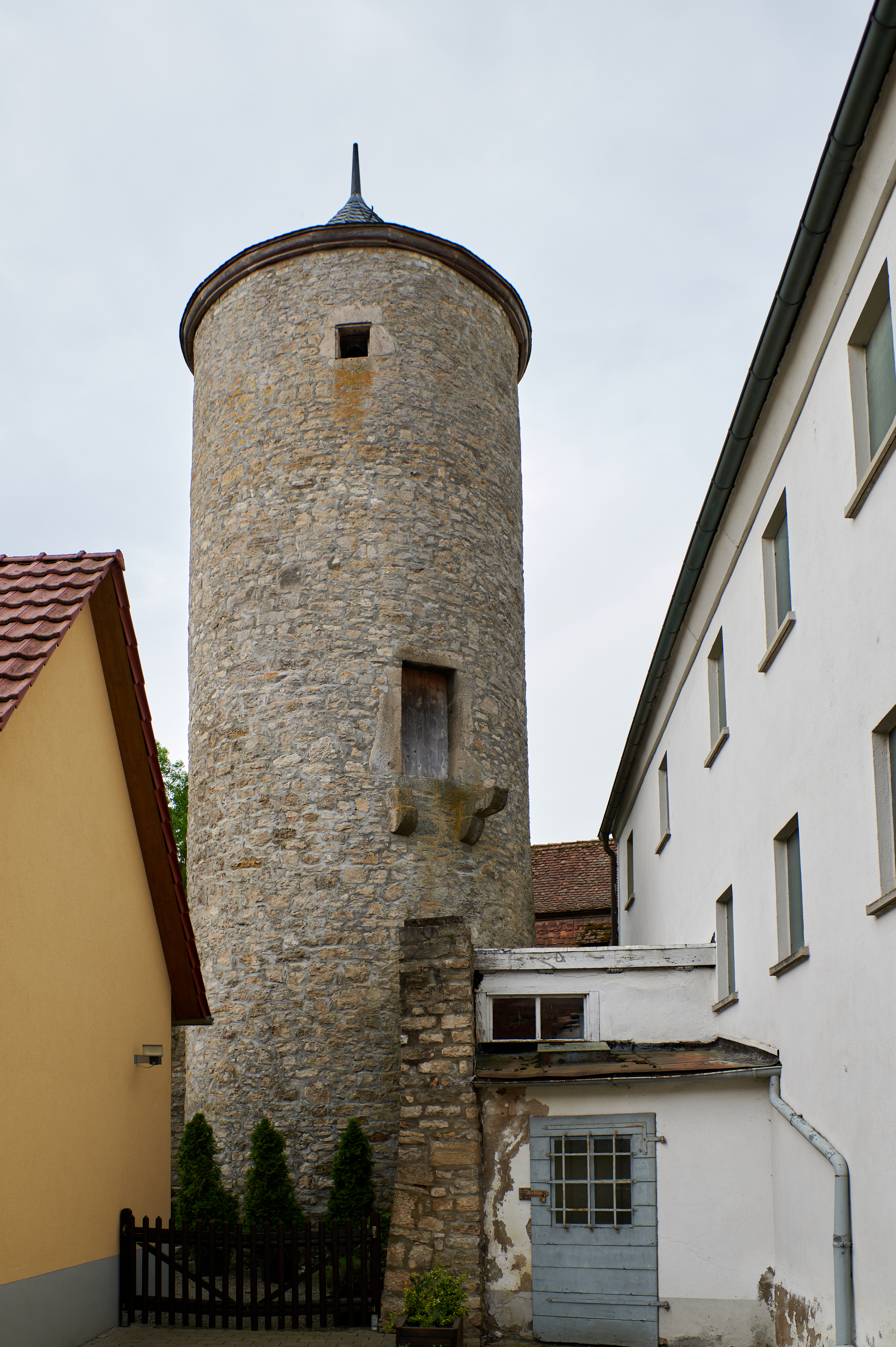
Mühlenturm weitere Bilder

## Baudenkmäler nach Gemeindeteilen

### Röttingen
| Lage                                                                                 | Objekt                                                          | Beschreibung | Akten-Nr.               | Bild |
| ------------------------------------------------------------------------------------ | --------------------------------------------------------------- | --- | ----------------------- | --- |
| Am Kapellenberg, Akazienweg, Akazienweg 1, Steig, Trieb (Standort)                   | Kreuzweg                                                        | 13 Stationen, Gusseisenreliefs, neugotisch, um 1880/90, mit lebensgroßem Ölbergchristus als Auftakt des Kreuzweges, Sandstein, 19. Jh. | D-6-79-182-90           | weitere Bilder |
| Am Mühlbach, bei der Tauberbrücke (Standort)                                         | Bildstock                                                       | Figur der Maria Immaculata auf Rundsäule über Postament mit Inschriftenfeld, Sandstein, bezeichnet 1759 | D-6-79-182-81           | weitere Bilder |
| Am Mühlbach (Standort)                                                               | Ehemalige Schneidmühle                                          | zweigeschossiger Bruchsteinbau mit Mansardhalbwalmdach und Rampenbrücke ins Obergeschoss, bezeichnet 1838 | D-6-79-182-135          | weitere Bilder |
| Am Müllersweg ()                                                                     | Bildstock                                                       | Schaft und Sockel 1725, Relief mit gutem Hirten 20. Jahrhundert nicht nachqualifiziert, im Bayerischen Denkmal-Atlas nicht kartiert | D-6-79-182-121          | |
| Apothekengäßlein 1 (Standort)                                                        | Wohngebäude                                                     | zweigeschossiger, verputzter Satteldachbau, Obergeschoss Fachwerk, durch Inschriftenstein einer ehemaligen Pforte bezeichnet 1617 | D-6-79-182-3            | weitere Bilder |
| Apothekengäßlein 2 (Standort)                                                        | Ehemaliges Wohnwirtschaftsgebäude                               | zweigeschossiger, verputzter Satteldachbau, Obergeschoss verputztes Fachwerk, mit Pietàrelief als Hausfigur, 18. Jahrhundert | D-6-79-182-4            | weitere Bilder |
| Bad Mergentheimer Straße ()                                                          | Bildstock                                                       | toskanischer Pfeiler mit Relief der hl. Katharina und Inschrift auf Tischsockel, Reliefaufsatz mit Darstellung des Blutwunders von Walldürn, bez. 1738 | D-6-79-182-190          | |
| Bad Mergentheimer Straße 6 (Standort)                                                | Kruzifix                                                        | Kreuz auf gebauchtem Postament, Corpus fehlt, 18./19. Jahrhundert | D-6-79-182-79           | weitere Bilder |
| Bad Mergentheimer Straße 7 (Standort)                                                | Ehemaliges Gärtnerhaus                                          | eingeschossiger, verputzter Mansardwalmdachbau, 18. Jahrhundert | D-6-79-182-6            | BW |
| Bad Mergentheimer Straße 7 (Standort)                                                | Einfriedung der ehemaligen Gärtnerei                            | Haustein, 18./19. Jahrhundert | D-6-79-182-6            | BW |
| Nähe Bad Mergentheimer Straße, ca. 240 m westlich der Neumühle (Standort)            | Bildstock                                                       | Reliefaufsatz mit Dreifaltigkeitsdarstellung und Kreuzbekrönung, auf Pfeiler über Postament, Sandstein, bezeichnet 1756 | D-6-79-182-83           | weitere Bilder |
| Benefiziumsgäßlein 8 (Standort)                                                      | Wohngebäude                                                     | zweigeschossiger, verputzter Satteldachbau, Obergeschoss verputztes Fachwerk, barock, bezeichnet 1795 | D-6-79-182-7            | weitere Bilder |
| Festplatz 1 (Standort)                                                               | Hausmadonna                                                     | Holz, 18. Jahrhundert | D-6-79-182-12           | BW |
| Gaubahn-Wanderweg, Straße nach Tauberrettersheim ()                                  | Bildstock                                                       | mit Vierzehn Nothelfern nicht nachqualifiziert, im Bayerischen Denkmal-Atlas nicht kartiert | D-6-79-182-89           | |
| Hauptstraße 4 (Standort)                                                             | Ehemaliges Spital                                               | Gebäudekomplex des frühen 17. Jahrhunderts über hochmittelalterlichem Kern: Ehemalige Spitalkirche St. Peter und Paul, Saalbau mit eingezogenem Chor und Dachreiter mit Spitzhelm, Juliusstil, 1613–1615; mit Ausstattung                                                                                     | D-6-79-182-15           | weitere Bilder |
| Hauptstraße 4 (Standort)                                                             | Ehemaliges Spitalgebäude                                        | zweigeschossiger, verputzter Massivbau mit Satteldach, sowie östlichem Voluten- und westlichem Treppengiebel, Juliusstil, bezeichnet 1613 | D-6-79-182-15 zugehörig | weitere Bilder |
| Hauptstraße 4 (Standort)                                                             | Garten                                                          | mit Gartenmauer und Nebengebäude | D-6-79-182-15 zugehörig | weitere Bilder |
| Hauptstraße 9 (Standort)                                                             | Hausfigur                                                       | Maria Immaculata, Holz, 18. Jahrhundert | D-6-79-182-16           | BW |
| Hauptstraße 19 (Standort)                                                            | Ehemals Mädchenschulhaus                                        | dreigeschossiger Satteldachbau, Obergeschoss Fachwerk, bezeichnet 1821 | D-6-79-182-17           | weitere Bilder |
| Hauptstraße 20 (Standort)                                                            | Gasthaus, sogenanntes Gasthaus zum Kreuz                        | L-förmiger, zweigeschossiger Gebäudekomplex mit Satteldächern, Obergeschosse Fachwerk, östlicher Bau 17./18. Jahrhundert, westlicher Anbau mit Tordurchfahrt, 18. Jh. / frühes 19. Jahrhundert | D-6-79-182-18           | weitere Bilder |
| Hauptstraße 20 (Standort)                                                            | Wirtshausausleger                                               | Schmiedeeisen, um 1800 | D-6-79-182-18           | weitere Bilder |
| Hauptstraße 35 (Standort)                                                            | Friedhofskapelle                                                | Kath. Kapelle St. Georg, Saalbau, rechteckiger Massivbau mit Satteldach und Dachreiter, 1588–1595; mit Ausstattung | D-6-79-182-22           | weitere Bilder |
| Herrnstraße 3 (Standort)                                                             | Wohngebäude                                                     | zweigeschossiger, verputzter Satteldachbau, Obergeschoss Fachwerk, 17. Jahrhundert | D-6-79-182-25           | BW |
| Herrnstraße 4 (Standort)                                                             | Giebelhaus                                                      | Ehemaliges Wohnstallhaus, zweigeschossiger, verputzter Satteldachbau, Obergeschoss verputztes Fachwerk, mit geohrten Fensterrahmungen, 1614, Überformung, 18. Jahrhundert | D-6-79-182-26           | weitere Bilder |
| Herrnstraße 11 (Standort)                                                            | Wohngebäude                                                     | zweigeschossiger Fachwerkbau mit Satteldach über hohem Sockel, 17. Jahrhundert | D-6-79-182-27           | weitere Bilder |
| Herrnstraße 17 (Standort)                                                            | Ehemaliges Pfarrhaus                                            | zweigeschossiger Satteldachbau, Obergeschoss Fachwerk, mit südlich angebautem, zweigeschossigen Flügel mit Fachwerkobergeschoss | D-6-79-182-29           | weitere Bilder |
| Herrnstraße 17 (Standort)                                                            | Wappenstein                                                     | bezeichnet 1690, 16./17. Jahrhundert | D-6-79-182-29           | BW |
| Herrnstraße 19 (Standort)                                                            | Ehemals Schule                                                  | zweigeschossiger, verputzter Massivbau mit flachem Walmdach mit Sandsteingliederung, spätklassizistisch, bezeichnet 1873 | D-6-79-182-30           | weitere Bilder |
| Herrnstraße 20 (Standort)                                                            | Wohngebäude und Gasthof, 1740 erbaut (ehemalige Poststation)    | zweigeschossiger, verputzter Satteldachbau, Obergeschoss verputztes Fachwerk, mit geohrten Fensterrahmungen | D-6-79-182-31           | weitere Bilder |
| Herrnstraße 20 (Standort)                                                            | Hausfigur                                                       | Pietà, 18. Jahrhundert | D-6-79-182-31           | weitere Bilder |
| Hofsteig, Straße nach Würzburg ()                                                    | Kruzifix                                                        | bezeichnet 1807 nicht nachqualifiziert, im Bayerischen Denkmal-Atlas nicht kartiert | D-6-79-182-95           | |
| Käppele (Standort)                                                                   | Kapellenausstattung                                             | der Kath. Marienkapelle des Vorgängerbaus von 1864, im Neubau von 1978/79 aufgestellt | D-6-79-182-98           | weitere Bilder |
| Käppele (Standort)                                                                   | Bildstock                                                       | Mololith, Reliefaufsatz mit Madonnendarstellung und Schopfwalmbedachung auf Pfeiler, zur Erinnerung an die Vermissten des Zweiten Weltkrieges, von J. Stauder, 1950 | D-6-79-182-128          | weitere Bilder |
| Kirchgasse 9 (Standort)                                                              | Hausmadonna                                                     | Holz, 17. Jahrhundert | D-6-79-182-37           | weitere Bilder |
| Kirchgasse 10 (Standort)                                                             | Hausmadonna                                                     | 17./18. Jahrhundert | D-6-79-182-36           | BW |
| Kirchplatz 7 (Standort)                                                              | Katholische Stadtpfarrkirche St. Kilian                         | Saalbau mit eingezogenem Chor und östlichem Chorturm mit Spitzhelm, im Kern spätromanisch, Mitte 13. Jahrhundert, Choranbauten 14. und 15. Jahrhundert, Umgestaltung 1606–1614; mit Ausstattung (siehe auch: Grabstein für Petronella von Baldersheim)                                                        | D-6-79-182-33           | weitere Bilder |
| Kirchplatz 7 (Standort)                                                              | Ölbergkapelle                                                   | mit überlebensgroßen Figuren, Sandstein, 18. Jahrhundert | D-6-79-182-33           | weitere Bilder |
| Kirchplatz 7, an der Südseite der Kirche (Standort)                                  | Bildstock                                                       | Figur des Kreuzschleppers nebst Schächer auf Pfeiler, Sandstein, 1740 | D-6-79-182-33           | weitere Bilder |
| Kirchplatz 7, an der Südseite der Kirche (Standort)                                  | Sechs Epitaphe                                                  | in die Kirchenmauer eingelassen, Sandstein, 16./17. Jahrhundert | D-6-79-182-33           | weitere Bilder |
| Kirchplatz 7 (Standort)                                                              | Katholische Kapelle St. Elisabeth                               | ehemaliger Karner, tonnengewölbter Massivbau mit Satteldach, 13. Jahrhundert; mit Ausstattung | D-6-79-182-34           | weitere Bilder |
| Kirchplatz 8 (Standort)                                                              | Wohngebäude                                                     | eingeschossiger, verputzter Fachwerkbau mit Satteldachbau über massivem Sockelgeschoss, 18. Jahrhundert | D-6-79-182-32           | weitere Bilder |
| Kirchplatz 19 (Standort)                                                             | Hofanlage                                                       | Wohngebäude, zweigeschossiger, verputzter Satteldachbau, Obergeschoss Fachwerk, mit Kellerabgang und Wappenstein, dieser bezeichnet. 1622, 17. Jahrhundert | D-6-79-182-35           | weitere Bilder |
| Kirchplatz 19 (Standort)                                                             | Hofanlage                                                       | Scheune, Satteldachbau mit Fachwerkoberstock, bezeichnet 1783 | D-6-79-182-35           | weitere Bilder |
| Kirchplatz 19 (Standort)                                                             | Hofanlage                                                       | Stall, zweigeschossiger Massivbau mit Satteldach, Haustein und Ziegel, im Kern 18. Jahrhundert, Erneuerung unter Verwendung älterer Bauteile, bezeichnet 1914. | D-6-79-182-35           | weitere Bilder |
| Nähe Klingener Straße, bei der Tauberbrücke (Südufer) (Standort)                     | Bildstock                                                       | Figur des Geißelchristus auf erneuertem Pfeiler über Postament, barock, Mitte 18. Jahrhundert | D-6-79-182-85           | weitere Bilder |
| Lagerweg 1 (Standort)                                                                | Wappenstein                                                     | 1677 nicht nachqualifiziert, im Bayerischen Denkmalviewer nicht kartiert | D-6-79-182-38           | BW |
| Lange Riemen, an der Straße nach Giebelstadt, ca. 3, 5 km außerhalb ()               | Bildstock                                                       | mit Madonnenrelief, 1. Hälfte 20. Jahrhundert nicht nachqualifiziert, im Bayerischen Denkmal-Atlas nicht kartiert | D-6-79-182-97           | |
| Lehmgrube, Ritzberg (Standort)                                                       | Bildstock                                                       | Aufsatz mit Reliefdarstellung des Herz-Jesu, auf Pfeiler über Postament, um 1920 | D-6-79-182-93           | weitere Bilder |
| Marktplatz 1 (Standort)                                                              | Rathaus                                                         | dreigeschossiger Massivbau mit Mansardwalmdach, Glockentürmchen, Hausteingliederung, geohrten Fensterrahmungen und schmiedeeisernen Wasserspeiern, 1750 | D-6-79-182-39           | weitere Bilder |
| Marktplatz 2 (Standort)                                                              | Wohngebäude                                                     | zweigeschossiger, giebelständiger Satteldachbau, Obergeschoss mit Zierfachwerk und figürlicher Schnitzerei, bezeichnet 1729 | D-6-79-182-40           | weitere Bilder |
| Marktplatz 3 (Standort)                                                              | Wohngebäude                                                     | zweigeschossiger Satteldachbau mit Fachwerkobergeschoss, im Kern 16./17. Jahrhundert | D-6-79-182-41           | weitere Bilder |
| Marktplatz 3 (Standort)                                                              | Scheune                                                         | Fachwerkbau mit Satteldach, im Kern wohl 17. /18. Jahrhundert | D-6-79-182-41           | weitere Bilder |
| Marktplatz 5 (Standort)                                                              | Wohngebäude                                                     | zweigeschossiger, verputzter Satteldachbau, Obergeschoss Fachwerk | D-6-79-182-43           | weitere Bilder |
| Marktplatz 5 (Standort)                                                              | Hausfigur                                                       | Maria Immaculatà, Holz, 18. Jahrhundert, 17. Jahrhundert | D-6-79-182-43           | BW |
| Marktplatz 6 (Standort)                                                              | Gebäudegruppe aus Gasthaus und Wohngebäude                      | östliches Gasthaus „Zum Ochsen“, zweigeschossiger, verputzter Satteldachbau mit spätklassizistischer Sandsteingliederung, mittleres 19. Jahrhundert | D-6-79-182-44           | weitere Bilder |
| Marktplatz 6 (Standort)                                                              | Gebäudegruppe aus Gasthaus und Wohngebäude                      | westliches Wohngebäude, zweigeschossiger Satteldachbau mit Fachwerkobergeschoss und Zwerchhaus, unter Verwendung von Bauteilen des ehemals giebelständigen Vorgängerbaus des 17. Jahrhunderts, Umorientierung zum Traufseitbau, 1. Viertel 19. Jahrhundert                                                    | D-6-79-182-44           | weitere Bilder |
| Marktplatz 7 (Standort)                                                              | Wohngebäude                                                     | zweigeschossiger, giebelständiger Satteldachbau, Obergeschoss Zierfachwerk, an der Westseite auskragend, 17. Jahrhundert | D-6-79-182-45           | weitere Bilder |
| Marktplatz 8 (Standort)                                                              | Wohngebäude                                                     | zweigeschossiger, giebelständiger Satteldachbau, Obergeschoss Zierfachwerk, 17./18. Jahrhundert | D-6-79-182-46           | weitere Bilder |
| Marktplatz 9 (Standort)                                                              | Hausmadonna                                                     | Holz, 17./18. Jahrhundert | D-6-79-182-47           | weitere Bilder |
| Marktplatz 10 (Standort)                                                             | Ehemalige Apotheke                                              | zweigeschossiger, verputzter Halbwalmdachbau in Ecklage, Obergeschoss Fachwerk, um 1800 | D-6-79-182-48           | weitere Bilder |
| Marktplatz 13 (Standort)                                                             | Wohngebäude                                                     | zweigeschossiger Traufseitbau mit Satteldach, Fachwerkobergeschoss und geohrten Fensterrahmungen, 18. Jahrhundert | D-6-79-182-50           | weitere Bilder |
| Marktplatz 15 (Standort)                                                             | Wohngebäude                                                     | zweigeschossiger, verputzter Traufseitbau mit Satteldach, Obergeschoss verputztes Fachwerk, geohrten Fensterrahmungen, 18. Jahrhundert | D-6-79-182-51           | weitere Bilder |
| Neubronner Straße (Standort)                                                         | Bildstock                                                       | baldachinartiger Reliefaufsatz mit Pietàdarstellung und Kreuzbekrönung, auf Pfeiler über gebauchtem Sockel, Sandstein, bezeichnet 1810 | D-6-79-182-84           | BW |
| Obergasse 2 (Standort)                                                               | Wohngebäude                                                     | zweigeschossiger Satteldachbau, Obergeschoss Zierfachwerk, 17. Jahrhundert | D-6-79-182-52           | weitere Bilder |
| Obergasse 10 (Standort)                                                              | Wohngebäude                                                     | eingeschossiger, verputzter Fachwerkbau über massivem Kellergeschoss, 17./18. Jahrhundert | D-6-79-182-56           | weitere Bilder |
| Obergasse 16 (Standort)                                                              | Hofanlage                                                       | Wohngebäude, zweigeschossiger Satteldachbau über massivem Kellersockel, verputztes Fachwerk, 18. Jahrhundert | D-6-79-182-58           | weitere Bilder |
| Obergasse 16 (Standort)                                                              | Hofanlage                                                       | Scheune, verputzter Fachwerkbau mit Satteldach und auskragendem Obergeschoss, Erdgeschoss teilweise versteinert, im Kern wohl gleichzeitig | D-6-79-182-58           | weitere Bilder |
| Obergasse 18 (Standort)                                                              | Wohngebäude                                                     | zweigeschossiger Satteldachbau, Obergeschoss Zierfachwerk, 17. Jahrhundert | D-6-79-182-60           | weitere Bilder |
| Obergasse 19 (Standort)                                                              | Kellerabgang                                                    | rundbogig, bezeichnet 1775 | D-6-79-182-61           | weitere Bilder |
| Obergasse 21 (Standort)                                                              | Giebelhaus                                                      | eingeschossig über Kellersockel, verputztes Fachwerk, 17. /18. Jahrhundert | D-6-79-182-62           | weitere Bilder |
| Obergasse 33 (Standort)                                                              | Ehemaliger Gutshof, Ehemaliger Freihof der Herren von Würtzburg | Wohngebäude, zweigeschossiger, verputzter Massivbau mit Halbwalmdach und geohrten Fensterrahmungen, 1733 | D-6-79-182-64           | weitere Bilder |
| Obergasse 33 (Standort)                                                              | Ehemaliger Gutshof, Ehemaliger Freihof der Herren von Würtzburg | ehemaliges Nebengebäude, über historischem Kellergeschoss errichtet, mit Wappenstein | D-6-79-182-64           | BW |
| Obergasse 33 (Standort)                                                              | Ehemaliger Gutshof, Ehemaliger Freihof der Herren von Würtzburg | Hoftor, 18. Jahrhundert | D-6-79-182-64           | BW |
| Staatsstraße 2268, Richtung Rothenburg, ca. 2 km außerhalb (Standort)                | Bildstock                                                       | Reliefaufsatz mit Darstellung des Christuskindes inmitten der 14. Nothelfer, auf Pfeiler über Postament, Sandstein, 18. Jahrhundert | D-6-79-182-88           | weitere Bilder |
| Staatsstraße 2268, nach Giebelstadt bei kleiner Brücke ca. 2 km außerhalb (Standort) | Bildstock                                                       | Reliefaufsatz mit Marienkrönung und baldachinartiger Bekrönung, auf Pfeiler, über gebauchtem Postament, Sandstein, 2. Hälfte 18. Jahrhundert | D-6-79-182-94           | weitere Bilder |
| Staatsstraße 2268, nach Giebelstadt, ca. 300 m außerhalb (Standort)                  | Wegkreuz                                                        | Kruzifix auf Postament mit Inschriftenfeld, Sandstein, bezeichnet 1817 | D-6-79-182-92           | weitere Bilder |
| Taubergasse 5 (Standort)                                                             | Wohngebäude                                                     | dreigeschossiger, verputzter Satteldachbau mit Tordurchfahrt, Obergeschoss verputztes Fachwerk | D-6-79-182-67           | weitere Bilder |
| Taubergasse 5 (Standort)                                                             | Hausmadonna                                                     | 17./18. Jahrhundert | D-6-79-182-67           | BW |
| Taubergasse 6; Ecke Untergasse (Standort)                                            | Bildstock                                                       | Reliefaufsatz mit Pietàdarstellung auf Pfeiler, in barocker Formensprache, 1. Viertel 20. Jahrhundert | D-6-79-182-69           | weitere Bilder |
| Taubergasse 9 (Standort)                                                             | Wohngebäude                                                     | zweigeschossiger, verputzter Satteldachbau mit geohrten Fensterrahmungen, barock, bezeichnet 1792 | D-6-79-182-68           | weitere Bilder |
| Tauberrettersheimer Straße ()                                                        | Bildstock                                                       | mit Dreifaltigkeit nicht nachqualifiziert, im Bayerischen Denkmal-Atlas nicht kartiert | D-6-79-182-82           | |
| Untergasse 8 (Standort)                                                              | Ehemaliges herrschaftliches Wohngebäude                         | sogenannter Hoher Bau turmartiger, viergeschossiger Bruchsteinbau mit Fachwerkobergeschoss und Satteldach, Steinbau 13. Jahrhundert, Fachwerk, 15. Jahrhundert | D-6-79-182-71           | weitere Bilder |
| Werrgäßlein 5 (Standort)                                                             | Wohngebäude                                                     | zweigeschossiger Satteldachbau, Obergeschoss mit Zierfachwerk, Erdgeschoss massiv unterfangen, bezeichnet 1579 | D-6-79-182-76           | weitere Bilder |
| Werrgäßlein 5 (Standort)                                                             | Hausmadonna                                                     | neugotisch | D-6-79-182-76           | weitere Bilder |
| Würzburger Straße 3 (Standort)                                                       | Bildstock                                                       | Reliefaufsatz mit Kreuzigungsdarstellung und Kreuzbekrönung, auf Vierkantpfeiler, Sandstein, bezeichnet 1609 | D-6-79-182-78           | weitere Bilder |
| Nähe Würzburger Straße (Standort)                                                    | Wegkreuz                                                        | Kruzifix auf Postament mit Inschrift, davor Figur der schmerzhaften Muttergottes, Sandstein, 2. Hälfte. 19. Jahrhundert | D-6-79-182-91           | weitere Bilder |
| Nähe Würzburger Straße, Nähe Hauptstraße (Standort)                                  | Friedhof                                                        | ummauerte Anlage mit Grabdenkmälern des frühen 20. Jahrhunderts, angelegt auf der ehemaligen Wallanlage der Nordseite der Stadtbefestigung, heute westlich begrenzt durch Stadtmauer, 14./15. Jahrhundert, mit südlichem Kernbereich und nördlicher Erweiterung mit Friedhofsmauer, Haustein, 19. Jahrhundert | D-6-79-182-21           | BW |
| Nähe Würzburger Straße (Standort)                                                    | Friedhofskreuz                                                  | Kruzifix auf Postament mit Inschrift, Sandsteincorpus nach älterem Vorbild, um 1920 | D-6-79-182-21           | weitere Bilder |
| Nähe Würzburger Straße; Nähe Hauptstraße (Standort)                                  | Kreuzweg                                                        | 14 Stationen, Aufbau mit Sandsteinreliefs und Gusseisenbekrönung, über Postament, um Mitte 19. Jahrhundert | D-6-79-182-21           | weitere Bilder |
| Nähe Würzburger Straße; Nähe Hauptstraße (Standort)                                  | Friedhof                                                        | Grabdenkmäler, 19. und 20. Jahrhundert | D-6-79-182-21           | BW |
| Grünsfeld (in der Flurabteilung Eichelsee) (Standort)                                | Bildstock                                                       | Reliefaufsatz mit Marienkrönung und baldachinartiger Bekrönung, auf Pfeiler über gebauchtem Postament, Sandstein, 18. Jahrhundert | D-6-79-182-99           | [[Vorlage:Bilderwunsch/code!/C:49.52793,9.98316!/D:Grünsfeld (in der Flurabteilung Eichelsee), Bildstock!/\|BW]]                   |
| Lindenweg (am Aubergweg) (Standort)                                                  | Bildstock                                                       | Aufsatz mit Dreifaltigkeitsrelief und Kreuzbekrönung, auf Pfeiler über Postament, Sandstein, bezeichnet 1739 | D-6-79-182-127          | [[Vorlage:Bilderwunsch/code!/C:49.5208,9.98341!/D:Lindenweg (am Aubergweg), Bildstock!/\|BW]]                                      |
| Mühlweg (an der Rothenburger Straße, ca. 2 km außerhalb) (Standort)                  | Bildstock                                                       | Aufsatz mit Kreuzbekrönung und Madonnenrelief, auf Pfeiler über Postament, monolithisch, Sandstein, 1920 | D-6-79-182-87           | [[Vorlage:Bilderwunsch/code!/C:49.51634,9.98326!/D:Mühlweg (an der Rothenburger Straße, ca. 2 km außerhalb), Bildstock!/\|BW]]     |
| St 2268 (an der Straße nach Giebelstadt, ca. 3 km außerhalb) (Standort)              | Bildstock                                                       | fialenbekrönter Reliefaufsatz mit Lukanischer Tröstung, auf Pfeiler über Postament, Sandstein, 1882 | D-6-79-182-96           | [[Vorlage:Bilderwunsch/code!/C:49.52814,9.97004!/D:St 2268 (an der Straße nach Giebelstadt, ca. 3 km außerhalb), Bildstock!/\|BW]] |
| Pilste (an der Niederrimbacher Straße) (Standort)                                    | Bildstock                                                       | baldachinbekrönter Reliefaufsatz mit Hl. Dreifaltigkeit und Pietà, auf Rundsäule über Postament, Schaft um 1900 erneuert, Sandstein, 18. Jahrhundert | D-6-79-182-126          | [[Vorlage:Bilderwunsch/code!/C:49.50529,9.97337!/D:Pilste (an der Niederrimbacher Straße), Bildstock!/\|BW]]                       |

### Aufstetten
| Lage                                                                          | Objekt                                        | Beschreibung | Akten-Nr.      | Bild           |
| ----------------------------------------------------------------------------- | --------------------------------------------- | --- | -------------- | -------------- |
| Am Bieberehrener Weg (Standort)                                               | Bildstock                                     | Reliefaufsatz mit Darstellungen der Hl. Familie, Rückseite Pietà, auf Pfeiler über Postament, neugotisch, Sandstein, bezeichnet 1856                                                   | D-6-79-182-109 | BW             |
| Am Gußgraben, am Gelchsheimer Weg neben altem Baum (Standort)                 | Bildstock                                     | fialenbekrönter Reliefaufsatz mit Vierzehn Nothelfern und Pietà, auf Pfeiler über Postament, neugotisch, Sandstein, bezeichnet 1887                                                    | D-6-79-182-104 | BW             |
| Äußere Dorfstraße 7 (Standort)                                                | Bildstock                                     | rautenförmiger Aufsatz mit modernem Madonnenrelief, auf Pfeiler über gebauchtem Postament, Aufsatz evtl. 19. Jahrhundert, Sandstein, 1799                                              | D-6-79-182-110 | BW             |
| Baldersheimer Straße, St 2269, ca. 600 m vor dem Ort rechts (Standort)        | Bildstock                                     | Reliefaufsatz mit Madonna und Dreifaltigkeit, auf Pfeiler über gebauchtem Sockel, neugotisch, Sandstein, 2. Hälfte 19. Jahrhundert                                                     | D-6-79-182-103 | weitere Bilder |
| Dorfstraße 5 (Standort)                                                       | Bildstock                                     | Nischenaufsatz mit Kreuzbekrönung und Relief der Himmelskönigin, auf Pfeiler mit Figur des Hl. Joseph, neugotisch, Sandstein, bezeichnet 1895                                          | D-6-79-182-102 | weitere Bilder |
| Dorfstraße 15, bei der Kirche (Standort)                                      | Bildstock                                     | Aufsatz mit Dreifaltigkeitsrelief und Bekrönung, auf Pfeiler über gebauchtem Postament, Sandstein, bezeichnet 1774                                                                     | D-6-79-182-101 | weitere Bilder |
| Dorfstraße 15 (Standort)                                                      | Katholische Pfarrkirche St. Johannes Baptista | Saal mit eingezogenem Chor, Dachreiter, 1741; mit Ausstattung | D-6-79-182-100 | weitere Bilder |
| Dorfstraße 16 (Standort)                                                      | Wohngebäude                                   | zweigeschossiger Krüppelwalmdachbau mit verputztem Fachwerkobergeschoss, im Kern von 1669 (dendrochronologisch datiert), im 19. Jahrhundert überformt, im 20. Jahrhundert runderneuert | D-6-79-182-129 | weitere Bilder |
| Nähe Friedhof (Standort)                                                      | Bildstock                                     | Monolith, Nischenaufsatz mit Pietàrelief und Kreuzbekrönung, auf reliefiertem Pfeiler über Postament, Sandstein, 1798                                                                  | D-6-79-182-108 | BW             |
| Krautäcker (Standort)                                                         | Bildstock                                     | Nischenaufsatz mit Kreuzbekrönung und Figur der Maria Immaculatà, auf Pfeiler über gebauchtem Sockel, Aufsatz und Pfeiler bezeichnet 1901, Sockel bezeichnet 1856                      | D-6-79-182-105 | BW             |
| Lenzenbrunner Weg, auf einem Hügel ()                                         | Bildstock                                     | Maria mit Kind und Dreifaltigkeit, bezeichnet 1893 nicht nachqualifiziert, im Bayerischen Denkmal-Atlas nicht kartiert                                                                 | D-6-79-182-106 |                |
| Obere Dorfstraße 13 (Standort)                                                | Hausfigur                                     | Lourdesmadonna in Rundnische mit Grottenfragmenten, gefasste Holzskulptur, 1891 | D-6-79-182-130 | BW             |
| Obere Haagäcker, hinter dem Wald „Haagholz“ am Anfang eines Feldes (Standort) | Bildstock                                     | Aufsatz mit Kreuzbekrönung und Madonnenrelief, auf Pfeiler über Postament, bezeichnet 1876                                                                                             | D-6-79-182-107 | BW             |
| Weidig, im Wald an der Burgerrother Straße (Standort)                         | Bildstock                                     | Nischenaufsatz auf gebauchtem Pfeiler über Postament, Sandstein, bezeichnet 1760 | D-6-79-182-111 | weitere Bilder |
| Wässerholz ()                                                                 | Bildstock                                     | reliefierter Vierkantpfeiler und kreuzbekrönter Reliefaufsatz mit Muttergottes und Jesuskind (recto) sowie Marienkrönung (verso), Postament mit Inschrift, neugotisch, bez. 1893       | D-6-79-182-188 |                |

### Strüth
| Lage                                                               | Objekt                                 | Beschreibung | Akten-Nr.      | Bild           |
| ------------------------------------------------------------------ | -------------------------------------- | --- | -------------- | -------------- |
| Brunnengasse 4 (Standort)                                          | Ehemals Pfarrhaus                      | zweigeschossiger, verputzter Massivbau mit Mansardwalmdach, über hohem Kellergeschoss, barock, 18. Jahrhundert                                                    | D-6-79-182-113 | weitere Bilder |
| Brunnengasse (Standort)                                            | Bildstock                              | baldachinbekrönter Reliefaufsatz mit Marienkrönung auf Pfeiler mit Medaillonreliefs, dieser 2. Hälfte 18. Jahrhundert, über Postament, Sandstein, bezeichnet 1713 | D-6-79-182-131 | weitere Bilder |
| Eck, Kreisstraße WÜ 42 (Standort)                                  | Bildstock                              | giebelbedachter Reliefaufsatz mit Kreuzbekrönung und Madonnenbüste, auf Pfeiler über Postament, Sandstein, 2. Hälfte 19. Jahrhundert                              | D-6-79-182-122 | weitere Bilder |
| Erzgärtenweg (Standort)                                            | Bildstock                              | Reliefaufsatz mit Kreuzigung nebst Stifterfamilie und Kreuzbekrönung, auf Pfeiler, Sandstein, bezeichnet 1626                                                     | D-6-79-182-120 | weitere Bilder |
| Holzspitze, Schönstheimer Wald ()                                  | Bildstock                              | 1706 nicht nachqualifiziert, im Bayerischen Denkmal-Atlas nicht kartiert                                                                                          | D-6-79-182-124 |                |
| Nähe Kreuzschleiferweg (Standort)                                  | Kreuzschlepper                         | Figur des kreuztragenden Christus auf Knien, über Postament, Sandstein, bezeichnet 1813                                                                           | D-6-79-182-117 | weitere Bilder |
| Oberhauser Straße (Standort)                                       | Bildstock                              | Reliefaufsatz mit baldachinartiger Bekrönung und Pietàdarstellung, auf Pfeiler über Postament, Sandstein, bezeichnet 1814                                         | D-6-79-182-132 | weitere Bilder |
| St.-Nepomuk-Straße 9 (Standort)                                    | Hausfigur                              | Skulptur des Hl. Joseph mit dem Jesuskind, gefasstes Holz, 19. Jahrhundert                                                                                        | D-6-79-182-133 | weitere Bilder |
| St.-Nepomuk-Straße 11 (Standort)                                   | Ehemaliges Wohnstallhaus               | zweigeschossiger Satteldachbau mit Fachwerkobergeschoss, über hohem Kellergeschoss, mit Hausfigur einer Pietà, 1820                                               | D-6-79-182-115 | weitere Bilder |
| St.-Nepomuk-Straße 13 ()                                           | Bildstock mit Pietàrelief              | Mitte 19. Jahrhundert nicht nachqualifiziert, im Bayerischen Denkmal-Atlas nicht kartiert                                                                         | D-6-79-182-114 |                |
| St.-Nepomuk-Straße 13 (Standort)                                   | Hausmadonna                            | Holz, frühes 19. Jahrhundert | D-6-79-182-116 | weitere Bilder |
| St.-Nepomuk-Straße 17 (Standort)                                   | Kath. Pfarrkirche St. Johannes Nepomuk | Saalbau mit eingezogenem Chor, Walmdach und Dachreiter mit Glockendach, barock, 1742; mit Ausstattung                                                             | D-6-79-182-112 | weitere Bilder |
| Nähe St.-Nepomuk-Straße (Standort)                                 | Friedhofskreuz                         | Kruzifix auf gebauchtem Postament, teilweise erneuert, bezeichnet 1811                                                                                            | D-6-79-182-118 | BW             |
| Nähe St.-Nepomuk-Straße (Standort)                                 | Bildstock                              | fialbekrönter Reliefaufsatz mit Madonna, Rückseite mit Kreuzigung, auf Pfeiler über Postament, neugotisch, Sandstein, bezeichnet 1877                             | D-6-79-182-119 | weitere Bilder |
| Strüther Berg, ca. 1,4 km südöstlich des Ortes, um 1900 (Standort) | Feldkapelle                            | kleiner eingeschossiger Massivbau mit Satteldach | D-6-79-182-123 | weitere Bilder |

## Ehemalige Baudenkmäler
In diesem Abschnitt sind Objekte aufgeführt, die früher einmal in der Denkmalliste eingetragen waren, jetzt aber nicht mehr. Objekte, die in anderem Zusammenhang – also z. B. als Teil eines Baudenkmals – weiter eingetragen sind, sollen hier nicht aufgeführt werden. Aktennummern in diesem Abschnitt sind ehemalige, jetzt nicht mehr gültige Aktennummern.

| Lage                                                              | Objekt                             | Beschreibung                                                                     | Akten-Nr.     | Bild |
| ----------------------------------------------------------------- | ---------------------------------- | -------------------------------------------------------------------------------- | ------------- | ---- |
| Röttingen Rothenburger Straße 7, ca. 100 m außerhalb des Ortes () | Reliefs Kreuzigung und Hl. Bischof | bezeichnet 1463, renoviert 1642                                                  | D-6-79-182-80 |      |
| Röttingen Laudenbacher Steig (Standort)                           | Wegkreuz                           | Kruzifix auf Postament, Corpus stark verwittert, Sandstein, wohl 18. Jahrhundert | D-6-79-182-86 | BW   |

## Abgegangene Baudenkmäler
In diesem Abschnitt sind Objekte aufgeführt, die früher einmal in der Denkmalliste eingetragen waren, jetzt aber nicht mehr existieren, z. B. weil sie abgebrochen wurden. Aktennummern in diesem Abschnitt sind ehemalige, jetzt nicht mehr gültige Aktennummern.

| Lage                                    | Objekt      | Beschreibung | Akten-Nr.      | Bild           |
| --------------------------------------- | ----------- | --- | -------------- | -------------- |
| Röttingen Kirchgasse 7 (Standort)       | Wohngebäude | zweigeschossiger, verputzter Satteldachbau, Obergeschoss Fachwerk, 1452/53 (dendro.dat.). Das Gebäude wurde aus den Abbruchbalken original rekonstruiert und wiederaufgebaut. Der neue Standort ist Unterbreizbach, Pferdsdorf, Hirtengasse 2. | D-6-79-182-125 | Wohngebäude    |
| Röttingen Stadtmühlgäßlein 3 (Standort) | Wohngebäude | zweigeschossiger, verputzter Fachwerkbau über erhöhtem Sockel mit Satteldach, Obergeschoss mit geohrten Fensterrahmungen, 18. Jahrhundert, nördlicher Wirtschaftsanbau 18./19. Jahrhundert                                                     | D-6-79-182-66  | weitere Bilder |